# 拳願阿修羅系列角色列表
《拳願阿修羅》（日語：ケンガンアシュラ）是三肉必起•牙霸子原作、達露沒恩負責作畫，在「裏Sunday」WEB漫畫網站上連載的格鬥漫畫，作品後推出延伸出動畫和漫畫續作連載續作《拳願奧米迦》與廣播劇等改編作品。該作品與原作者的另兩部正在連載中的《流汗吧！健身少女》、《一勝千金》有著共同的世界觀，同時部份角色有時更會互相客串。本表列出這些作品中出場的角色。

## 山下商事
由乃木集團社長乃木英樹出資建立，故事初期為乃木英樹爭取拳願絕命淘汰賽贏得社長選擇權機會、創建的新興旗下企業公司，無實際營業內容，山下一夫被指名擔任該公司社長，企業所屬的競技選手大將為十鬼蛇王馬。隨著劇情推進，原服侍乃木英樹的秘書秋山楓、忠於片原滅堂的串田凜成為公司秘書，拳願絕命淘汰賽過後，山下一夫正式經營公司，協助輔佐拳願會兼向各企業派遣競技選手。《拳願omega》中，成島光我和臥王龍鬼正式加入團隊成為競技選手。
十鬼蛇王馬（／ Tokita Ōma），聲優：鈴木達央
本作主角之一。通稱「阿修羅」，故事開始時約28歲，身高182公分，體重85公斤。山下商事闘技者，來自不法地帶「十鬼蛇區」和「七王馬區」之間的交界帶，師父為十鬼蛇二虎，二虎流之一傳人。《拳願omega》揭露和臥王龍鬼同為「聯繫者」申武龍的複製人。
淘汰賽第一局對上「黑咒的亡靈」因幡良，前期因無法對付因幡的蜘蛛髮而陷入苦戰，最後利用預借強行突破取得勝利。第二局對第二局對上「禁忌的末裔」吳雷庵，為了對應吳一族的解放使出預借最後險勝。在第三局開始前接受吳一族的秘傳醫術治療，第三局對上「絞殺王」今井小宇宙，面對掌握了預讀今井陷入了苦戰，雖中段利用水龍脈壓制住今井，但被對方用折斷小指關節的方式逃出，最後在今井使用領域(ZONE)時，反過來用今井的左手使出水鏡絞暈對方，成功進入第四局。於第四局半決賽前，山下一夫被失去理智的桐生剎那帶走，之後馬上找到剎那和一夫，兩人開始決戰。王馬回憶起當年和師傅二虎修練奧義時，遇到一個同樣自稱二虎，實力高強的神秘人，神秘人用二虎流的招式擊中王馬的心臟，使王馬能夠使用預借。同時王馬也猜測剎那使用的二虎流是神秘人教給他的。正打算從剎那口中了解更多當年師傅和神秘人的事情時，剎那看來已完全瘋狂，走火入魔，王馬對這樣的剎那恨意全無，只剩憐憫，兩人隨即展開死鬥。最終王馬仍然取得勝利，卻沒有對剎那下殺手，只是對他使出操流型－絕氣使其回歸正常。隨即開始半決賽，對上「猛虎」若槻武士，雖然若槻武士右眼已經失明，但王馬仍然陷入劣勢，最終使出二虎流奧義－鬼鏖才成功反敗。此時王馬的身體已經接近崩壞，卻硬撐著進入決賽，並在決賽前從對手「魔槍」黑木玄齋處得知二虎流的由來。決賽開始，王馬的二虎流對於黑木完全無法起到效果，便馬上使出最後的一次預借。此次王馬的預借可以自由控制程度，王馬沒有一開始使出最大程度的預借，雖然使得速度和力量提升幅度不高，卻也讓他的身體不會那麼快就崩潰，並能同時使出二虎流細膩的招式。但卻沒有改變戰況，王馬仍然被黑木壓制，在即將放棄，失去意識時在一夫的呼喊之下，進入了最大程度的預借，同時使出鬼鏖，卻未能打敗黑木，惜敗於魔槍之下。決賽結束後王馬因預借的副作用陷入昏迷，醒來後獨自坐在大樹下，和一夫交談過後王馬閉上了雙眼，力竭沉眠。
於《拳願omega》50話-53話補述當年賽後透過「解剖魔」英初進行移植複製體心臟的手術救活，暫時隱居吳一族居住的吳之里休養兼復健，經由惠利央指導領悟吳一族的武術。在山下一夫和光我被「蟲」組織成員襲擊時和吳雷庵、烈堂等人出面解危，作為對抗「煉獄」的拳願會鬥技者之一，參加拳願會和「煉獄」的競賽擊敗對手大將羅倫·多納爾，為拳願會贏下關鍵的賽局。13強對抗賽落幕兩年後，參與對抗「蟲」的行列，將二虎流的招式傳授給光我，藉著成島丈二邀請申武龍協助光我訓練期間，向申武龍請教作戰技巧，體認自身技巧仍有待改進選擇和黑木玄齋修行訓練。
| 二虎流 \| 類型 \| 招式 \| 备註 \| \| 操流型 \| - \| 四大體系之一，力道流向操控。 \| \| 操流型 \| 柳 \| 利用力量的流动化解招数或使对方失衡的招式 \| \| 操流型 \| 絡返 \| 反彈攻撃的招式 \| \| 操流型 \| 流刃 \| 看穿暗器或子彈的角度，再使用骨頭堅硬的部分小幅度的彈開，改變軌道。 \| \| 操流型 \| 枟地 \| 將对方加速回旋投出的招式 \| \| 操流型 \| 絕氣 \| 用來破壞神經的技能，實際上也可運用於抑制自律神經 \| \| 操流型 \| 傀儡 \| 操流型極之奧義，使自身能夠以最少的體力消耗進行動作的招式 \| \| 金剛型 \| - \| 四大體系之一，肉體硬化與打擊技。 \| \| 金剛型 \| 不壞 \| 将全身肌肉瞬间硬化的招数 \| \| 金剛型 \| 鐵碎 \| 将手臂肌肉瞬间硬化的招数 \| \| 金剛型 \| 鐵指 \| 肌肉固定指关节后攻击对方要害的招数 \| \| 金剛型 \| 抱骨 \| 金剛型極之奧義，能自由運用控制著手指的肌肉，即便在手指斷掉的狀況下，也能發揮正常水準的拳勁 \| \| 火天型 \| - \| 四大體系之一，步法與走法。 \| \| 火天型 \| 火走 \| 犹如火一般的飘忽不定，用于迷惑敌人的步法招式 \| \| 火天型 \| 烈火 \| 一口气拉近与对方距离的步法 \| \| 火天型 \| 幽步 \| 有如鬼魅般移動 \| \| 水天型 \| - \| 四大體系之一，肉體軟化與關節技。 \| \| 水天型 \| 雙魚之縛 \| 关节技十字固 \| \| 水天型 \| 水草取 \| 以手纏住並奪取对方武器的招数 \| \| 水天型 \| 水燕 \| 多重且無法預測軌道的亂打型招式 \| \| 水天型 \| 首斷 \| 關節技，背對敵人，並扣著下巴反摔 \| \| 水天型 \| 捻切地獄 \| 摔技加關節技，扣著敵人的手肘，再利用身體重量下壓 \| \| 水天型 \| 海月固 \| 以手臂緊緊勒住對方脖子的招數 \| \| 水天型 \| 水龍脈 \| 雙腳頂住對方背骨，一手勒住脖子，一手抓住雙腳的絞技。雖王馬以絞技的方式運用，但實質上為折斷對手脖子的技能 \| \| 水天型 \| 水鏡 \| 水天型極之奧義，利用對方自己的身體施展關節技、絞技 \| \| 混合型 \| - \| 二虎流四大體系混合的特殊技，擁有兩種型態以上的特點。 \| \| 混合型 \| 操流.火天型-不知火 \| 回旋向下践踏的招式 \| \| 混合型 \| 操流.火天型-畝焰 \| - \| \| 混合型 \| 操流.水天型-水燕 \| 流水般無規則的連續打擊 \| \| 混合型 \| 金剛.火天型-瞬鐵.爆 \| 火天型“烈火”和金刚型“不坏”的組合招式，利用肘部和肩部攻擊。 \| \| 混合型 \| 金剛.火天型-瞬鐵.碎 \| 火天型“烈火”和金刚型“铁碎”的組合招式，利用拳头攻擊。 \| \| 混合型 \| 金剛.火天型-瞬鐵.穿 \| 火天型“烈火”和金刚型“鐵指”的組合招式，利用指头攻擊。 \| \| 混合型 \| 金剛.水天型-鐵碎.廻 \| 先使用水天型的摔技，再利用摔技的慣性動向加上金刚型“鐵碎”的組合招式。 \| \| 奧義 \| - \| - \| \| 奧義 \| 預借 \| 透過心臟加強自身速度，對心臟負荷很大。正式名稱為憑神 \| \| 奧義 \| 無形 \| 出自第二個二虎 \| \| 奧義 \| 降魔 \| 出自第二個二虎 \| \| 奧義 \| 鬼鏖 \| 混和了二虎流的四大系統的反擊技。以「誅殺惡鬼」為意命名。基本為使用操流型扭轉力的方向，水天型讓身體脫力使威力可以完全傳達，火天型確保自身的站位和身形，金剛型將威力打回去。因為在反擊時加上自身的力，所以威力也會更強。無固定形式，只要順序是操流>水天>火天>金剛，都可稱作鬼鏖。最重要的系統為操流跟水天，操流的方向錯了就結束了，水天沒有徹底脫力就無法完全就無法完全轉移威力。 \| \| 無之型 \| - \| 獨立於四大體系以外之型，屬於冥想類。 \| \| 無之型 \| 空 \| 主要用於進行精神的統一和體內機能的調整。 \| |                     | |
| 類型 | 招式                | 备註 |
| 操流型 | -                   | 四大體系之一，力道流向操控。 |
| 操流型 | 柳                  | 利用力量的流动化解招数或使对方失衡的招式 |
| 操流型 | 絡返                | 反彈攻撃的招式 |
| 操流型 | 流刃                | 看穿暗器或子彈的角度，再使用骨頭堅硬的部分小幅度的彈開，改變軌道。 |
| 操流型 | 枟地                | 將对方加速回旋投出的招式 |
| 操流型 | 絕氣                | 用來破壞神經的技能，實際上也可運用於抑制自律神經 |
| 操流型 | 傀儡                | 操流型極之奧義，使自身能夠以最少的體力消耗進行動作的招式 |
| 金剛型 | -                   | 四大體系之一，肉體硬化與打擊技。 |
| 金剛型 | 不壞                | 将全身肌肉瞬间硬化的招数 |
| 金剛型 | 鐵碎                | 将手臂肌肉瞬间硬化的招数 |
| 金剛型 | 鐵指                | 肌肉固定指关节后攻击对方要害的招数 |
| 金剛型 | 抱骨                | 金剛型極之奧義，能自由運用控制著手指的肌肉，即便在手指斷掉的狀況下，也能發揮正常水準的拳勁 |
| 火天型 | -                   | 四大體系之一，步法與走法。 |
| 火天型 | 火走                | 犹如火一般的飘忽不定，用于迷惑敌人的步法招式 |
| 火天型 | 烈火                | 一口气拉近与对方距离的步法 |
| 火天型 | 幽步                | 有如鬼魅般移動 |
| 水天型 | -                   | 四大體系之一，肉體軟化與關節技。 |
| 水天型 | 雙魚之縛            | 关节技十字固 |
| 水天型 | 水草取              | 以手纏住並奪取对方武器的招数 |
| 水天型 | 水燕                | 多重且無法預測軌道的亂打型招式 |
| 水天型 | 首斷                | 關節技，背對敵人，並扣著下巴反摔 |
| 水天型 | 捻切地獄            | 摔技加關節技，扣著敵人的手肘，再利用身體重量下壓 |
| 水天型 | 海月固              | 以手臂緊緊勒住對方脖子的招數 |
| 水天型 | 水龍脈              | 雙腳頂住對方背骨，一手勒住脖子，一手抓住雙腳的絞技。雖王馬以絞技的方式運用，但實質上為折斷對手脖子的技能 |
| 水天型 | 水鏡                | 水天型極之奧義，利用對方自己的身體施展關節技、絞技 |
| 混合型 | -                   | 二虎流四大體系混合的特殊技，擁有兩種型態以上的特點。 |
| 混合型 | 操流.火天型-不知火  | 回旋向下践踏的招式 |
| 混合型 | 操流.火天型-畝焰    | - |
| 混合型 | 操流.水天型-水燕    | 流水般無規則的連續打擊 |
| 混合型 | 金剛.火天型-瞬鐵.爆 | 火天型“烈火”和金刚型“不坏”的組合招式，利用肘部和肩部攻擊。 |
| 混合型 | 金剛.火天型-瞬鐵.碎 | 火天型“烈火”和金刚型“铁碎”的組合招式，利用拳头攻擊。 |
| 混合型 | 金剛.火天型-瞬鐵.穿 | 火天型“烈火”和金刚型“鐵指”的組合招式，利用指头攻擊。 |
| 混合型 | 金剛.水天型-鐵碎.廻 | 先使用水天型的摔技，再利用摔技的慣性動向加上金刚型“鐵碎”的組合招式。 |
| 奧義 | -                   | - |
| 奧義 | 預借                | 透過心臟加強自身速度，對心臟負荷很大。正式名稱為憑神 |
| 奧義 | 無形                | 出自第二個二虎 |
| 奧義 | 降魔                | 出自第二個二虎 |
| 奧義 | 鬼鏖                | 混和了二虎流的四大系統的反擊技。以「誅殺惡鬼」為意命名。基本為使用操流型扭轉力的方向，水天型讓身體脫力使威力可以完全傳達，火天型確保自身的站位和身形，金剛型將威力打回去。因為在反擊時加上自身的力，所以威力也會更強。無固定形式，只要順序是操流>水天>火天>金剛，都可稱作鬼鏖。最重要的系統為操流跟水天，操流的方向錯了就結束了，水天沒有徹底脫力就無法完全就無法完全轉移威力。 |
| 無之型 | -                   | 獨立於四大體系以外之型，屬於冥想類。 |
| 無之型 | 空                  | 主要用於進行精神的統一和體內機能的調整。 |

山下一夫（／ Yamashita Kazuo），聲優：チョー
本作主角之一，年齡56歲→58歲→60歲，身高167公分，體重65公斤。生日3月8日。山下商事社長。故事開始時在乃木集團旗下乃木出版社營業二課工作34年，其性格極度認真，是一個對於吃喝嫖賭無緣的中年男子。自兒少時期便熱愛職業摔角節目，因為當時無法招架附近的孩子王，嚮往變強在中學時期加入柔道部，但體認自身極限後至此放棄夢想，過著庸碌的生活。與妻子育有兩個兒子，長子健藏大約25歲，從國中開始漸漸閉門不出；次子康夫高中棄學，之後變得十分叛逆，時常與不良少年為伍。妻子於十年前離家出走，至今仍然不明白遭受拋棄的原因。下了將近五十年的將棋，自稱「偷天換日的阿一」，亦擅長游泳、潛水、釣魚、遠投，但害怕恐怖電影。後來被乃木集團總裁乃木英樹看上，被委任為乃木集團旗下新成立企業「山下商事」的社長，企業獲得資產為154億1400萬日圓。在故事前期就只是一名單純懦弱且容易驚慌的出版社小職員，在與王馬相遇後，被乃木英樹指派為王馬的照顧人，以十鬼蛇王馬作為山下商事的的鬥技者出戰拳願絕命淘汰賽爭奪拳願會會長寶座。
本人眼力極好，除單純動態視力外，也能辨別出真正強大的鬥技者和他人的互動細節，後期故事得知其為乃木家族曾經的招牌鬥技者「拳眼」山下一之進的後代，解釋其非凡眼力的原因。雖然本人極為懦弱膽小，但有遇自己兒子的安危時，仍勇敢向吳一族進行反擊甚至謀計。本人參加拳願會之後運氣極好，除結交各知名企業社長和鬥技者、改善親子關係外，更因他人誤解而被塑造為「乃木集團最強左右手山下大帝」，「傳說中的上班族」等稱號。和王馬相處下來，得知王馬就是當初自己想要成為卻沒能成為的那個自己，從王馬身上了解到了覺悟和男人的氣魄，認為王馬就是他心中的最強，並在最後決賽中，向王馬發出挑戰，希望能與王馬進行一場「勝負」。在故事最後，離開乃木出版社，作為山下商事的社長，輔佐新任拳願會會長乃木英樹繼續管理拳願會。
對自己從普通上班族不知不覺間開始從事裏格鬥曾有過吃不消的感受，在聯合番外篇和立花里美（作者另一部作品《流汗吧！健身少女》登場角色）在居酒屋偶遇剛離開表格鬥界的天馬希望（作者另一部作品《一勝千金》登場主要角色之一），三者在酒後互吐苦水，結果在翌日酒醒後完全忘卻此事。
於第二部《拳願奧米迦》中安排加入山下商事的成島光我和拳願鬥技者進行訓練，負責選出十三名代表拳願會的選手，被捲入拳願會、「蟲」組織、「煉獄」的鬥爭，與王馬重逢後得知其獲救的原委，和拳願鬥技者舉辦慶祝王馬歸來的聚會。作為拳願會隨隊人員向拳願會和「煉獄」說明「蟲」組織引發的事端，在吳一族時任族長惠利央過世後與拳願會成員和鬥技者出席喪禮。13強決賽落幕兩年後，幫助拳願會成員對抗「蟲」組織，對於光我的堂叔父成島丈二邀請申武龍指導作戰感到吃驚。
成島光我（／），聲優：[[]]
身高181公分，體重80公斤，年齡20歲→22歲。生日9月18日。《拳願omega》的主角之一，擁有修習空手道、自由搏擊、綜合格鬥的經歷，和若槻武士曾是空手道的同門修習者。個性叛逆但重視義理，喜歡蒐集復古衣物和擅長裁縫，對同伴溫柔。祖先是武士出身，幼年失去雙親後交由祖父照顧，因不服管教被安排在堂叔父成島丈二的空手道館訓練，但因為和道館的支部長發生肢體衝突而被逐出道館。三年前和一群不良少年挑釁偶遇的王馬，但在見識王馬擊敗隨行的不良少年後留下深刻印象，後來在偶然間透過友人介紹得知拳願會的存在，從拳願鬥技者的出賽影像裡認出王馬，為了尋找其下落遂向山下一夫毛遂自薦加入旗下，透過山下一夫安排和拳願鬥技者進行訓練。視臥王龍鬼為對手兼友人。在「蟲」組織引起的事件中為保護山下一夫身受重傷，作為拳願會隨隊人員觀看拳願會和「煉獄」的對抗賽，事後成為拳願鬥技者，為了提升實力以短期移籍的方式加入「煉獄」鍛鍊。
13強對抗賽落幕兩年後，協助拳願會對抗「蟲」組織，獲得王馬指導學會「二虎流」，亦陸續參與「拳願會」、「煉獄」舉辦的競賽，在「戰鬼盃」最終決賽敗給理人。對於龍鬼的變化相當在意，另一方面對堂叔父成島丈二邀請申武龍指導作戰感到吃驚，經由申武龍提點，選擇鍛鍊自身肌肉和技巧，偕同超新星們共同訓練。
臥王龍鬼（／），聲優：[[]]
身高180公分，體重79公斤，年齡20歲→22歲。《拳願omega》的主角之一，臥王流的格鬥家，容貌神似十鬼蛇王馬，其實是「蟲」組織培育的複製人，為「聯繫者」申武龍的複製品之一。個性冷靜幽閒，偶有好奇不黯世事的一面。出身不法地帶「中」地區，被卧王鹉角收養以培育對抗「蟲」組織，自稱十鬼蛇二虎的師傅卧王鹉角的孫子，由於生長環境的影響造成價值觀和道德觀念異於常人，認為殺人非關道德而是規則允許與否的問題。對「蟲」組織懷有敵意。依照指示會晤轉任拳願會顧問的片原灭堂，被後者推薦加入山下商事後，和成島光我成為對手兼朋友關係，在山下一夫等人的影響下逐步理解拳願會。拳願會和「煉獄」對抗賽間被奈丹刺激設局，違反「不能殺人」的規則重創奈丹被判出局，心理遭受打擊之際偶遇桐生剎那並獲得後者啟示，於賽後師隨桐生剎那。協助對抗「蟲」組織。《拳願omega》13強對抗賽兩年後，隨拳願會相關人士探索「中」地區，因為獲知卧王鹉角收養他是為了培育對抗「蟲」組織的利用者而感到驚愕，在卧王鹉角被申武龍殺死之後，對兩者觀感複雜。經由申武龍提點決定探索卧王鹉角所在寺廟的遺址（原因是卧王鹉角遺留龍之一族相關文獻），取得卧王鹉角遺留的龍家絕技和光我展開訓練。
秋山楓（／ Akiyama Kaede），聲優：內山夕實
山下一夫和十鬼蛇王馬參加拳願大賽期間的助理。禍谷園秘書秋山櫻的妹妹。留著金色長髮身材姣好的美女，經常配戴眼鏡，但在出席包含宴會等特殊場合則會改戴隱形眼鏡。酒量好，起先神情看似淡漠，但隨著時間推進表情逐漸豐富化。初登場時為乃木集團會長秘書，作為助手協助山下一夫和十鬼蛇王馬理解拳願運作規則，在絕命號進行「拳願絕命淘汰賽預賽」期間，為了替王馬送飲用水而被捲入鬥技者的亂鬥，獲得王馬、理人保護而脫險。隨劇情進展開始對王馬產生濃厚興趣，拳願絕命淘汰賽落幕後，轉任山下商事擔任山下一夫的秘書。拳願會結束後已表示喜歡十鬼蛇王馬。
《拳願omega》裡負責向新的鬥技自願者說明了拳願賽規則以及山下商事從事的業務。對於光我的堂叔父成島丈二邀請申武龍指導作戰感到吃驚。
串田凜（／），聲優：
身高148公分，體重45公斤。生日2月6日。年齡24歲→26歲→28歲。山下商事社長秘書，由乃木英樹指派，實為片原滅堂派去的間諜。不法地帶「中」地區的「九蛛」區域出身，被片原滅堂收留擔任助手且視如己出，奉片原滅堂的指示潛伏在山下商事觀察和通報訊息，隨劇情進展對山下一夫和十鬼蛇王馬改觀，同時留意到冰室涼的存在。山下一夫被桐生剎那擄走期間，為了援救山下一夫而向王馬通報此事。拳願大賽落幕後，為了幫助山下一夫，向片原滅堂請辭獲准，正式成為山下商事社長秘書。
《拳願omega》中協助拳願會招募對抗「煉獄」的鬥技者。在王馬和拳願會準備潛入「中」時提供相關情報。

## 拳願會

### 拳願會成員
| 拳願會企業排名 | 企業名稱         | 總長                              | 資料                                                 | 介紹 | 僱傭斗技者                       | 參賽 |
| No.1           | 大日本銀行       | 片原滅堂（／），聲優：柴田秀胜    | 年齡:96→98→100 身高:161cm 體重:48kg 生日:12月2日     | 高齡96歲，拳願會第58代會長，日本政經界的大首領，黑木玄齋的幕後僱主。年輕時為特攻隊員，從太平洋戰爭倖存後曾任關東白井組組長白井龍的部屬，被白井龍授與拳願會會員資格。和吳惠利央是多年熟識和合作關係。拳願絕命淘汰賽落幕後卸下會長職責，轉任拳願會顧問。《拳願omega》中出席拳願會和「煉獄」的13強對抗賽，兩年後招集政界和黑社會權勢人士組成對抗「蟲」的盟軍。                                                     | “滅堂之牙”- 加納 咢 三朝(第八代) |      |
| No.2           | 東洋電力         | 速水勝正（／），聲優：金尾哲夫    | 年齡:76→78 身高:171cm 體重:67kg 生日:8月5日          | 電力公司社長，倉吉理乃的父親，拳願會派系-百人會總長，被稱為最接近下一任拳願會會長位子的人。數年前指示瓜田數寄造的父親除去西品治明的父親。在拳願絕命淘汰賽期間發動政變，最終以失敗作收。《拳願omega》中揭露利用「蟲」組織的技術創造目黑的複製品速水正樹，在正樹體內暗埋炸彈控制後者，以成為拳願會副會長作為協助拳願會對抗「煉獄」的交換條件。賽後被透過理乃告知真相的正樹徒手殺死。社長職責由弟弟接任。          | “怪物”- 尤里烏斯.萊因哈德        |      |
| No.3           | 白夜新聞         | 赤野 鐵砂希                       | 年齡:66→68→70 身高:168cm 體重:66kg 生日:1月25日      | 新聞社長，拳願會派系-四龍之一。曾協助東洋電力，於東洋電力政變事件被速水勝正當成人質，事後免於拳願會的追究。《拳願omega》13強對抗賽兩年後，與拳願會成員討論對抗「蟲」的措施。 | “番人”- 二階堂 蓮                |      |
| No.4           | 無士電視台       | 熱海 久                           | 年齡:72→74→76 身高:169cm 體重:60kg                   | 電視台社長，在拳願絕命淘汰賽第三階段期間，向會員們說明拳願會會長的派系局勢。《拳願omega》中參與拳願會對抗「煉獄」和「蟲」的緊急董事會議，派遣大久保直也參加拳願會和「煉獄」的對抗賽。13強對抗賽兩年後，與拳願會成員討論對抗「蟲」的措施。 | “格鬥王”- 大久保 直也            |      |
| No.5           | 古海製藥         | 古海 平八                         | 年齡:61→63→65 身高:170cm 體重:130kg 生日:9月2日      | 製藥業的董事長代表，拳願會派系-四龍之一。重情理且以道義為原則，對拳願會抱有不滿的改革派。學生時期曾任橄欖球隊員且柔道俱備黑帶水準，經由叔父引薦認識接受人體實驗的若槻武士，傳授後者控制力道的技巧，。王馬和若槻決戰前，向乃木集團提出同集團對手相遇時讓若槻獲勝的請求。《拳願omega》13強對抗賽兩年後，與拳願會成員討論對抗「蟲」的措施。                                                                        | “猛虎”- 若槻 武士                |      |
| No.6           | 乃木集團         | 乃木英樹（／），聲優：中田讓治    | 年齡:61→63→65 身高:177cm 體重:72kg 生日:4月29日      | 拳願會派系-四龍之一，拳願會的改革派成員。資助山下一夫和理人成立各自的企業，大賽落幕後成為第59代拳願會長。《拳願omega》中招集拳願會成員聯手對抗「煉獄」。 | “浮雲”- 初見 泉                  |      |
| No.7           | 岩美重工         | 東鄉 登麻里（／），聲優：小林優   | 年齡:26→28→30 身高:162cm 體重:50kg 生日:10月11日     | 外號「死之商人」、「日本經濟界的奇人」的武器製造業者，無視道德倫理的激進派女性企業家。出資聘雇穆特巴初賽和贊助其移植義眼。《拳願omega》中參與拳願會對抗「煉獄」和「蟲」的緊急董事會議，派遣尤里烏斯參加拳願會和「煉獄」的對抗賽。《拳願omega》13強對抗賽兩年後，與拳願會成員討論對抗「蟲」的措施。 | “虐殺者”- 穆特巴.吉贊加          |      |
| No.8           | 櫔木迪斯特尼樂園 | 夢野 國博                         | 年齡:57→59 身高:171cm 體重:73kg                      | 和東洋電力有利害關係的娛樂業企業家，於東洋電力政變事件被速水勝正當成人質，事後受到懲處。《拳願omega》13強對抗賽兩年後，與拳願會成員被捲入「蟲」的鬥爭。 | “夢之國而來的男人”- 根津 正已    |      |
| No.9           | Penasonic        | 瓜田 數寄造（），聲優： 加藤將之  | 年齡:30→32→34 身高:170cm 體重:55kg 生日:5月14日      | 日本排行首位的電機生產商，以分析能力見長，旗下登記43名競技者，西品治明和因幡良的朋友。數年前父親被速水勝正指示，派遣因幡良的父親暗殺西品治明的父親，於事發五年後擠下父親成為繼任社長。曾以公司10%股份向山下一夫發起賭注，後因為王馬的介入被山下一夫折服。《拳願omega》中參與拳願會對抗「煉獄」和「蟲」的緊急董事會議，兩年後代表拳願會主持組成對抗「蟲」的盟軍會議。                                            | “黑咒的亡靈”- 因幡 良            |      |
| No.10          | Nentendo         | 河野 秋男                         | 年齡:63→65→67 身高:150cm 體重:51kg                   | 遊戲業者，拳願會派系-三傑之一。領養春男但同時讓後者染上惡習。參與東洋電力政變計劃的企業家之一，失敗後被拘捕。拳願大賽落幕後被迫辭去社長職位。《拳願omega》13強對抗賽兩年後，與拳願會成員討論對抗「蟲」的措施。 | “破壞者”- 河野 春男              |      |
| No.11          | 若櫻生命         | 檜山 瞬花（），聲優：渕上舞       | 年齡:28→30→32 身高:150cm 體重:43kg 生日:6月27日      | 人壽保險業者，擁有準確的生理時鐘和讀取對手的呼吸預判下一個動作的能力。過去在父親過世後接任社長職責，險遭繼任副社長兼表兄檜山健人暗殺，被阿古谷清秋解救後僱用後者為鬥技者。在拳願大賽期間被西品治明揭發作弊之事。《拳願omega》中出席觀看拳願會和「煉獄」的競賽。兩年後仍和阿古谷清秋維持依附關係。 | “處刑人”- 阿古谷 清秋            |      |
| No.12          | 十王通信         | 高田 清助                         | 年齡:- 身高:- 體重:-                                 | 通信業者，少數擁有政治後台的企業。在第一輪拳願絕命淘汰賽落幕後，委託古海平八提供技術治療阪東洋平。 | “染血象牙”- 阪東 洋平            |      |
| No.13          | 鋼代股份有限公司 | 鹿野 玄                           | 年齡:63→65→67 身高:185cm 體重:91kg                   | 前斗技者。《拳願omega》中參與拳願會對抗「煉獄」和「蟲」的緊急董事會議。13強對抗賽兩年後，與拳願會成員討論對抗「蟲」的措施。 | “獄天使”- 關林 淳                |      |
| No.14          | 禍谷園           | 禍谷 重藏                         | 年齡:61→63 身高:198cm 體重:165kg                     | 前斗技者。臉上的傷疤為鹿野玄所留。《拳願omega》中參與拳願會對抗「煉獄」和「蟲」的緊急董事會議。13強對抗賽兩年後，與拳願會成員討論對抗「蟲」的措施。 | “土俵的打架王”- 鬼王山 尊        |      |
| No.15          | Boss漢堡         | 羅納德.原口（／），聲優：真殿光昭 | 年齡:39→41→43 身高:186cm 體重:73kg                   | 速食業者，參與東洋電力政變計劃的企業家之一，失敗後被拘捕。《拳願omega》13強對抗賽兩年後，與拳願會成員被捲入「蟲」的鬥爭。 | “皇帝”- 亞當.達多力              |      |
| No.16          | 皇櫻學園集團     | 奏流院紫音（／），聲優：尤加奈    | 年齡:敢問殺了你(35) 身高:165cm 體重:55kg 生日:6月9日 | 學園集團理事長，鬥技者初見泉的前任女友，為《流汗吧！健身少女》登場角色奏流院朱美的姐姐。《拳願omega》中參與拳願會對抗「煉獄」和「蟲」的緊急董事會議。13強對抗賽兩年後，與拳願會成員討論對抗「蟲」的措施。 | “美獸”- 桐生 剎那                |      |
| No.17          | 八頭貿易         | 飯田 正（／），聲優：徳本英一郎   | 年齡:62→64→66 身高:170cm 體重:62kg                   | 泰國王室幕後支持的企業家，拳願會派系-四龍之一。向拉爾瑪十三世借用加奧朗出席拳願會絕命淘汰賽。 | “泰國鬥神”- 加奧朗.溫薩瓦德      |      |
| No.18          | 帝都大學         | 太宰 由紀夫（／），聲優：増谷康紀 | 年齡:55→57→57 身高:164cm 體重:59kg                   | 帝都大學校長，坂東洋平的大學同期。為除去阪東洋平而雇用英初，後和乃木集團正式結盟。《拳願omega》13強對抗賽兩年後，與拳願會成員討論對抗「蟲」的措施。設計原型取自太宰治和三島由紀夫。 | “解剖魔”- 英 初                  |      |
| No.19          | 義伊國屋書店     | 大屋健（），聲優：浦田迅          | 年齡:65→66→68 身高:164cm 體重:78kg 生日:9月14日      | 日本書店業界首席企業家，冰室涼的僱主兼金田末吉的友人。和山下一夫交好。《拳願omega》中參與拳願會對抗「煉獄」和「蟲」的緊急董事會議。13強對抗賽兩年後，與拳願會成員討論對抗「蟲」的措施。 | “巨人殺手”- 金田 末吉            |      |
| No.20          | 森德利           | 橋田 敬                           | 年齡:66→68→70 身高:166cm 體重:68kg                   | 拳願會派系-三傑之一。有意在淘汰賽結束後引退。《拳願omega》13強對抗賽兩年後，與拳願會成員討論對抗「蟲」的措施。 | “滅殺牧師”- 茂吉.羅賓遜          |      |
| No.21          | United Clothing  | 柳 真                             | 年齡:44→46→48 身高:170cm 體重:54kg                   | 服裝界的會長。《拳願omega》13強對抗賽兩年後，與拳願會成員討論對抗「蟲」的措施。 | “無法測定”- 室淵 剛三            |      |
| No.22          | 義武不動產       | 義武 啟郎                         | 年齡:39→41→43 身高:168cm 體重:67kg 生日:10月29日     | 同性戀者，外號「不動產界的希望」的不動產企業家。在中田一郎（理人）敗北後改聘千葉貴之出席拳願大賽。重視山下一夫。曾經被乃木英樹派遣本間清襲擊，但因為雇用兩名淘汰選手擔任護衛擊退本間清，反被乃木英樹以違反拳願會成員不得私鬥的規則作為把柄。《拳願omega》中參與拳願會對抗「煉獄」和「蟲」的緊急董事會議。13強對抗賽兩年後，與拳願會成員討論對抗「蟲」的措施。                                                   | “無顏之男”- 千葉 貴之            |      |
| No.23          | 摩托頭Motor      | 鷹風 切已（／），聲優：竹内良太   | 年齡:59→61→63 身高:180cm 體重:72kg 生日:12月24日     | 長年待在海外的汽機車製造業者，黑木玄齋的舊友，獲得印第安部族賦予印地安名「黃鷹」而覺醒新的人生哲學。拳願大賽落幕後，因為嚮往自由和聽聞乃木英樹的事業處境，依照優勝企業可指名拳願會會長人選的規則，指名乃木英樹成為第59任拳願會會長。《拳願omega》中出席觀看拳願會和「煉獄」的競賽。 | “魔槍”- 黑木 玄齋                |      |
| No.24          | 海一證卷         | 野村 公平                         | 年齡:54→56 身高:163cm 體重:60kg                      | 證券業者，曾協助東洋電力，於東洋電力政變事件被速水勝正當成人質，事後免於拳願會的追究。 | “哭泣者”- 目黑 正樹              |      |
| No.25          | 黃金娛樂集團     | 倉吉 理乃（／），聲優：豊崎愛生   | 年齡:- 身高:164cm 體重:52kg 生日:5月25日             | 外號「女王蜂」的夜總會業界最大型企業代表，速水勝正的女兒，擁有透過命令讓雄性壓制自我本能和強制服從的能力，但是此能力對於「語言不通」、「非男性」、「不好女色」者無效。原被御雷零當成任務暗殺目標，被後者放過後與之相戀，在御雷零敗給黑木後，與御雷零分道揚鑣。《拳願omega》中拒絕讓御雷零出席「拳願會」和「煉獄」的對抗賽，出席觀看拳願會和「煉獄」的競賽。13強對抗賽兩年後，與拳願會成員討論對抗「蟲」的措施。 | “雷神”- 御雷 零                  |      |
| No.26          | 西品治保全       | 西品治 明（／），聲優：松風雅也   | 年齡:30→32→34 身高:175cm 體重:66kg 生日:8月12日      | 保全業者，隸屬乃木一派，瓜田數寄造和因幡良的朋友。數年前因為速水勝正的謀略，導致曾效力速水的父親被瓜田的父親指使因幡良的父親暗殺。受暮石光世委託僱聘今井小宇宙，視今井小宇宙為富潛力的後輩。《拳願omega》中參與拳願會對抗「煉獄」和「蟲」的緊急董事會議。13強對抗賽兩年後，與拳願會成員討論對抗「蟲」的措施。                                                                                                   | “絞殺王”- 今井 小宇宙            |      |
| No.27          | 黎明之村         | 鎧塚 實光（／），聲優：佐佐木省三 | 年齡:76→78→80 身高:155cm 體重:38kg 生日:5月12日      | 黎明之村的村長，為了爭取村落免於被東洋電力併吞，派遣薩柏因參賽。過去和速水勝正是朋友，東洋電力政變事件裡試圖勸說速水未果，被脅持作為人質，事後免於拳願會的追究。《拳願omega》13強對抗賽兩年後，與拳願會成員討論對抗「蟲」的措施。 | “咆哮鬥魂”- 鎧塚 薩柏因          |      |
| No.28          | Under Mount      | 太田 正彥                         | 年齡:47→49→51 身高:169cm 體重:102kg                  | IT企業「Under Mount」的表面社長，山下健藏為幕後首腦，暗地裡操作Under Mount。 | “禁忌的末裔”- 吳 雷庵            |      |
| No.87          | Murder Music     | 戶川 好子（），聲優：桑谷夏子     | 年齡:25→27→29 身高:156cm 體重:48kg 生日:3月30日      | 曾任樂團吉他手的音樂企業家，澤田慶三郎的友人。被東洋電力派遣目黑正樹、尤里烏斯、二階堂蓮脅迫其棄權，後由於山下一夫和王馬介入制止三者的行動，加著速水勝正命令收手而脫險。對王馬抱有謝意。《拳願omega》中在13強競賽落幕兩年後，支持拳願會對抗「蟲」組織。 | “暗黑鳥”- 澤田 慶三郎            |      |
| No.382         | 網代水產         | 網代 光臨丸（／），聲優：小林操   | 年齡:68→70→72 身高:206cm 體重:165kg                  | 水產業者，因為所屬漁場將被東洋電力併吞，被迫協助東洋電力的水產業主，於東洋電力政變被速水勝正當成人質，事後免於拳願會的追究。 | “日本海坊王”- 賀露 吉成          |      |
| No.414         | 周防製鐵         | 周防美穗乃（／），聲優：[[]]      | 年齡:23→25→27 身高:156cm 體重:48kg 生日:10月25日     | 已故製鐵業前社長的女兒，大學時期由於遭遇金融危機導致公司業績急轉直下，加著派遣參與拳願賽的鬥技者還未能參與絕命淘汰賽便被理人擊敗，遂將九億日圓押注在出賽對決的王馬身上，贏得鉅款保住公司，對山下一夫和王馬感念在心。絕命淘汰賽期間憑藉著押注參賽者賭局賺取巨額收入。《拳願omega》中仍以社長身分持續活躍，13強對抗賽兩年後，與拳願會成員被捲入「蟲」的爭鬥。                                                     | 不詳（已出局）                   |      |
| 排名外         | 山下商事         | 山下 一夫                         | 年齡:56 身高:167cm 體重:65kg                         | 屬於乃木集團旗下企業之一。 | “阿修羅”- 十鬼蛇 王馬            |      |
| 排名外         | SH冷凍           | 中田一郎（／），聲優：金子隼人    | 年齡:26→28→30 身高:188cm 體重:102kg                  | 屬於乃木集團旗下企業之一，總長兼任鬥技者。後拜黑木玄齋為師，東洋電力發動政變期間，協助拳願會對抗東洋電力相關人員。《拳願omega》中擔任拳願會對抗「煉獄」的鬥技參賽者，與隼一戰中落敗，對抗戰兩年後，參加「戰鬼杯」比賽奪得冠軍。 | “超人”- 理人/中田 一郎           |      |
| 排名外         | 貝魯西石油       | 鈴木 榮作                         | 年齡:- 身高:- 體重:-                                 | - | “阿拉伯旋風”- 哈薩德             |      |
| 排名外         | 湖山市場         | 湖山 大正                         | 年齡:- 身高:- 體重:-                                 | 未於正賽出場的企業家，擅用科技產品，經常和蕪木浩二串通在比賽間舞弊。東洋政變發生前和乃木集團進行交易，安插蕪木作為通報東洋電力政變情報的眼線。 | “咒術師”- 蕪木 浩二              |      |
| 排名外         | 牛民餐飲服務     | 鍋 美樹男                         | 年齡:- 身高:- 體重:-                                 | - | 橫田 將靖                        |      |
| 排名外         | -                | 本間清                            | 年齡:- 身高:- 體重:-                                 | 外號「伯爵」，傭兵出身。拳願絕命淘汰賽的幾天前獲得乃木英樹推薦為拳願會會員。受乃木英樹指示襲擊義武啟郎，被義武雇用的淘汰選手擊退。事後乃木英樹以此反要脅義武不得舉報，爭取義武支持。 | -                                |      |
| 排名外         | 通用食品         | 瀨根 螺留丸                       | 年齡:- 身高:- 體重:-                                 | 《拳願omega》中初登場的拳願會會員兼食品企業家。 | -                                |      |
| 排名外         | 谷石製菓（股）   | 谷石團悟                          | 年齡:- 身高:- 體重:-                                 | 《拳願omega》中初登場的拳願會會員兼製菓企業家。 | 打吹 黑狼                        |      |

### 拳願斗技者

#### 拳願絕命淘汰賽斗技者
| 名字                                                                               | 代表企業              | 資料                                                           | 企業獲得資產 戰績                         | 流派/格斗技 招式                                                                          | 介紹 |
| “滅堂之牙” 加納 咢（，聲：大塚明夫）                                               | 大日本銀行            | 年齡: 40左右 身高:201cm 體重:128kg→130kg→131kg→132kg           | 7兆7060億8300萬 161戰160勝1敗(阿修羅時期) | 綜合格鬥技 無形/武 龍彈、龍脈、昇龍                                                       | 拳願競技中的帝王，被譽為歷代最強的斗技者，也是第五代的“滅堂之牙”。大陸出身，過去是「另一個十鬼蛇二虎」的徒弟，經歷「蠱毒試煉」後，透過片原滅堂協助脫困和克服「獸」的精神面。東洋電力政變事件裡協助拳願會對抗東洋電力相關人員，於大賽落幕後辭去“滅堂之牙”職位，為了增廣見聞獨自旅行。《拳願omega》中擔任拳願會對抗「煉獄」的鬥技參賽者，在對抗戰中擊敗呂天，對抗戰兩年後，和嵐山十郎太爭奪真王者淘汰賽的名額惜敗，後被日本政要委託，同黑木玄齋、羅倫襲擊「蟲」組織領導者和「聯繫者」申武龍。「真王者淘汰賽」參賽者之一兼該場賽事勝者。 |
| “怪物” 尤里烏斯.萊因哈特（，聲：白熊寬嗣）                                         | 東洋電力 ↓ 岩美重工   | 年齡:36→38→40 身高:205cm 體重:210kg→215kg 生日:4月21日         | 1兆6277億1100萬 2戰1勝1敗                 | 無流派 弒神的削岩機                                                                       | 來自德國，一稱為“人類史上最強筋力”，通過德國醫藥科學創造出擁有最強肌肉的人類，前期受速水勝正指示威脅指定企業，東洋電力政變事件裡獲知速水將其當成棄子，背叛速水協助拳願會對抗東洋電力相關人員。《拳願omega》中被穆特巴推薦成為岩美重工鬥技者，作為岩美重工派遣代表，擔任拳願會對抗「煉獄」的鬥技參賽者，在對抗戰中擊敗托亞.穆德。兩年後身兼「拳願會」和「D4」斗技者，為「真王者淘汰賽」參賽者之一，第一回合敗於加納咢。 |
| “番人” 二階堂 蓮（，聲：澤城千春）                                                 | 白夜新聞 ↓ 大日本銀行 | 年齡:24→26→28 身高:174cm 體重:73kg 生日:1月12日                | 1戰0勝1敗                                 | 日式中國拳法 天狼拳 嵐、背地背水腿 奇龍(奧義)                                             | 來自台灣，天狼眾首領。受速水勝正指示威脅指定企業和帶領天狼眾在競賽會場安裝炸彈，於東洋電力政變事件獲知速水將天狼眾當成棄子，帶領天狼眾叛離速水，向片原滅堂投誠。大賽落幕後獨自為死去的目黑正樹獻花。《拳願omega》中擔任大日本銀行天狼隊隊長，繼續與原天狼眾成員服侍片原滅堂。拳願和煉獄對抗賽兩年後，協助拳願會對抗「蟲」組織。 |
| “格鬥王” 大久保 直也（，聲：小西克幸）                                             | 無士電視台            | 年齡:32→34→36 身高:195cm 體重:116kg                            | 1戰0勝1敗                                 | 角力→ 綜合格鬥 無縫隙連結技、致命足球踢擊、黃金八秒                                       | 綜合格鬥比賽“Ultimate Fight”中的王者，戰績26戰26勝。大阪難波地區出身，從角力出道轉戰拳擊與綜合格鬥，但從未一天停止角力訓練。與室淵為熟交，後和理人、冰室、金田、小宇宙、王馬等人交好，東洋電力政變事件裡協助拳願會對抗東洋電力相關人員。《拳願omega》中擔任拳願會對抗「煉獄」的鬥技參賽者。對抗賽落幕兩年後，和關林淳的拳願比賽中落敗。 |
| “猛虎” 若槻 武士（，聲：加瀨康之）                                                 | 古海製藥              | 年齡:40→42→44 身高:193cm 體重:193kg 生日:3月10日               | 3兆2773億9500萬 312戰309勝3敗             | 全接觸空手道 六真會館 爆芯                                                                | 現役時間最長同時也是歷代獲得勝利最多的斗技者。天生的超人體質，肌肉纖維密度約常人的52倍，單論力量來說，即使是吳之一族也無法相提並論。富裕家庭出身，視古海平八為恩人，和小宇宙等鬥技者交好。與穆特巴一戰造成右眼失明，東洋電力政變事件裡協助拳願會對抗東洋電力相關人員。《拳願omega》中擔任拳願會對抗「煉獄」的鬥技參賽者，對抗戰結束兩年後，在「戰鬼杯」冠軍戰擔任解說。 |
| “浮雲” 初見 泉（，聲：蓮池龍三）                                                   | 乃木集團              | 年齡:41→43→45 身高:178cm 體重:84kg 生日:6月19日                | 1兆4401億8280萬 56戰41勝16敗              | 合氣道 初見流 叢雲.三連 百會投 星落                                                       | 玩世不恭兼最不負責任的斗技者，初見流宗家的孫子，皇櫻學園集團董事長奏流院紫音前男友。過去在比賽當中曾經睡過頭9次、落跑4次和忘記比賽2次，才會總計15敗。曾被片原滅堂招攬成為“滅堂之牙”候選者，後自行退出訓練。大賽結束後透過祖父的關係，前往中國接受吳氏當家吳星指導修行，《拳願omega》中受吳星委託協助對抗征西派和「蟲」組織。 |
| “虐殺者” 穆特巴.吉贊加（，聲：楠大典）                                             | 岩美重工              | 年齡:43→45→47 身高:199cm 體重:122kg                            | 3戰2勝1敗                                 | 暗殺術                                                                                    | 剛果人，非洲大陸最強的僱傭兵，被譽為暗黑大陸的殺人機器，惡名遠播。過去作戰期間造成雙目失明，後植入義眼恢復視覺。大賽期間自行向若槻投降棄賽，東洋電力政變事件裡協助拳願會對抗東洋電力相關人員。《拳願omega》中推薦尤里烏斯加入岩美重工，為執行任務前往拳願會和「煉獄」對抗賽會場。13強對抗賽落幕兩年後，參與對抗「蟲」的行列 |
| “夢之國而來的男人” 根津 正已 聲： 星野佑典/綠川光（《流汗吧！健身少女》動畫第9話） | 櫔木迪斯特尼 樂園     | 年齡:22→24→26 身高:221cm 體重:111kg                            | 1戰0勝1敗                                 | 無流派                                                                                    | 莫奇的超級粉絲，栃木最大的暴走族“爆音地帶”的第三代首領。東洋電力政變事件裡協助拳願會對抗東洋電力相關人員。大賽落幕後和暴走族後輩竹丸美姬訂婚，於《拳願omega》正式結婚和退出格鬥界，出席觀看拳願會和「煉獄」的競賽。 |
| “黑咒的亡靈” 因幡 良（，聲：緒方惠美）                                             | Penasonic             | 年齡:30→32→36 身高:155cm 體重:62kg 生日:11月4日                | 1戰0勝1敗                                 | 暗殺技 因幡流 躝步、蜘蛛髮 風馳電卷                                                       | 因幡一族世世代代都暗中支持瓜田一族。父親於數年前受指示暗殺西品治明的父親後身故。和瓜田數寄造、西品治明為友人關係。敗給王馬後開始佩服對方，東洋電力政變事件裡協助拳願會對抗東洋電力相關人員，和部分參戰的鬥技者交好。《拳願omega》於拳願和煉獄對抗賽兩年後，協助拳願會對抗「蟲」組織。 |
| “破壞者” 河野 春男（，聲：水島大宙）                                               | Nentendo              | 年齡:22→24→26 身高:242cm 體重:315kg (哈虜時158kg) 生日:3月17日 | 3102億4600萬 5戰4勝1敗                    | 無流派 殺熊拳                                                                             | 本名哈虜，尼泊爾人，15歲就可以背負6只一共480kg的喜馬拉雅公羊在懸崖上攀爬，被公認為部落最強的戰士，最強的廓爾喀兵。被河野秋男收養來到現代社會之後，染上許多的惡習，導致性格大變。後於參賽過程中尋回初衷，跟隨關林淳學習摔角，東洋電力政變事件裡協助拳願會對抗東洋電力相關人員，大賽結束後與河野秋男解除收養關係，投入摔角界。《拳願omega》中被捲入「蟲」組織引起的事件。 |
| “處刑人” 阿古谷 清秋（，聲：小山力也）                                             | 若櫻生命              | 年齡:31→33→35 身高:191cm 體重:114kg 生日:4月4日                | 1911億1500萬 41戰40勝1敗                  | 逮捕術 Ripper 制壓之型                                                                    | 日本警視廳最強的警察(第44機動隊隊長)，秉承絕對的正義。東洋電力政變事件裡協助拳願會對抗東洋電力相關人員。《拳願omega》中因無視規則殺害對手被拳願會長期禁賽，擔任拳願會對抗「煉獄」的鬥技參賽者。拳願和煉獄對抗賽兩年後，與龍鬼聯手對抗「蟲」組織。 |
| “染血象牙” 阪東 洋平 聲：楠見尚己                                                  | 十王通信              | 年齡:51→53→55 身高:201cm 體重:147kg                            | 2戰1勝1敗                                 | 無流派                                                                                    | 前帝都大學醫學系學生，三年級時襲擊暴力集團辦公室，殺害17名組員，造成5人輕重傷。其後殺害2名前來逮捕他的警員。服刑於“曬首監獄”，服刑編號51，經歷共45次的絞刑仍然生存，全身關節均可作140度的移動。參賽期間被英初的血液感染病毒，透過古海製藥的技術痊癒。東洋電力政變事件裡被伊萬釋放，協助拳願會對抗東洋電力相關人員。《拳願omega》中揭露透過「蟲」組織資助進行人體生技研究。 |
| “獄天使” 關林 淳 聲：稻田徹                                                        | 鋼代                  | 年齡:38→40→42 身高:196cm 體重:141kg→140kg 生日:1月15日         | 5551億1125萬 60戰58勝2敗                  | 職業摔角 勾臂翻摔技、德式後拋摔 阿根廷背部破壞技 反彈受身、炸彈摔 逆水平手刀 、蒙古式手刀 | “超日本摔角”的選手，本名關林纯平，精通受身反擊技巧，無視摔角以外的格鬥技。少時和祖母相依為命，獲藏地驅吾協助訓練摔角。與王馬交手後成為朋友，後收留河野春男為徒，東洋電力政變事件裡協助拳願會對抗東洋電力相關人員。《拳願omega》中協助成島光我進行特訓。 |
| “土俵的打架王” 鬼王山 尊 聲：三宅健太                                              | 禍谷園                | 年齡:20→22→24 身高:194cm 體重:159kg                            | 221億1610萬 8戰7勝1敗                     | 古相撲 鐵砲 激旺                                                                          | 相撲十兩。東洋電力政變事件裡協助拳願會對抗東洋電力相關人員。於《拳願omega》晉升為關脅。 |
| “皇帝” 亞當.達多力 聲：堀井茶渡                                                    | Boss漢堡 ↓ 西品治保全 | 年齡:28→30→32 身高:192cm 體重:107kg→105kg                      | 76億4600萬 2戰1勝1敗                      | 街頭格鬥                                                                                  | 來自美國的打架專家，也是前NHL冰上曲球隊員。 擁有異常發達的豎脊肌，即使不使用腰力，也可以打出爆發力十足的拳擊。敗給小宇宙後轉為西品治保全鬥技者，東洋電力政變事件裡協助拳願會對抗東洋電力相關人員。大賽結束後接受暮石光世的訓練。《拳願omega》中協助成島光我進行特訓，出席觀看拳願會和「煉獄」的競賽，「戰鬼盃」參賽者之一。 |
| “美獸” 桐生 剎那（，聲：浪川大輔）                                                 | 皇櫻學園集團          | 年齡:26→28→30 身高:180cm 體重:75kg 生日:9月7日                 | 250億7200萬 2戰1勝1敗                     | 狐影流 瞬 羅剎掌                                                                          | 「中」地區「四龜」區域出身，企業家為移植器官和娼婦所生之子，「另一個十鬼蛇二虎」和平良嚴山的弟子。兒時被生母虐待，將被移植器官時偶遇十鬼蛇王馬擊敗地盤入侵者，為了重見王馬而逃離父親的備用中心，成為「五熊」區域有力人士的男寵後弒父奪產，殺害情人、平良嚴山和王馬的師傅十鬼蛇二虎。敗給黑木玄齋後陷入暴走狀態，和王馬對決敗北，被押進監獄服刑後逃獄。《拳願omega》中再次登場，出席觀看拳願會和「煉獄」的競賽，13強對抗賽落幕後指導龍鬼狐影流，兩年後暗中和龍鬼、阿古谷合作對抗「蟲」組織，偷襲「另一個十鬼蛇二虎」敗北。             |
| “泰國鬥神” 加奧朗.溫薩瓦德（，聲：平川大輔（廣播劇CD）/津田健次郎（網路動畫））    | 八頭貿易              | 年齡:28→30→32 身高:187cm 體重:91kg 生日:12月12日               | 2戰1勝1敗                                 | 泰拳 / 拳擊 神之御光                                                                      | 泰國財經界實際支配者拉爾瑪十三世的護衛，泰國最強的泰拳手，四大拳擊理事會世界重量級統一拳王。為人冷靜忠於拉爾瑪十三世，私底下擅長家務。貧困家庭出身，童年父親早逝為撫養弟妹投身格鬥，被拉爾瑪十二世挖掘，參加泰緬拳賽後被緬甸薩柏因單方視為永遠對手。身為泰拳頂點仍深感拳技在泰拳中有不足之處而轉戰拳擊界。後來和金田、小宇宙等鬥技者成為朋友，東洋電力政變事件裡協助拳願會對抗東洋電力相關人員。《拳願omega》中擔任拳願會對抗「煉獄」的鬥技參賽者。兩年後身兼「拳願會」和「餓狼」斗技者，出席「真王者淘汰賽」的參賽者之一。           |
| “解剖魔” 英 初（，聲：石田彰）                                                     | 帝都大學              | 年齡:- 身高:174cm 體重:62kg 生日:12月1日                       | 1戰0勝1敗                                 | 靈樞擒拿術 絕刺 骨劍                                                                      | 精通融合醫術和格鬥技巧的作戰模式，體內存在多種毒素抗性的醫生，真實身份為日本政府所派來的特工，主要任務是在拳願絕命淘汰賽中解決阪東洋平，私底下也會協助醫治拳願會的鬥技者。東洋電力政變事件裡協助拳願會對抗東洋電力相關人員。《拳願omega》中補述為王馬進行心臟移植手術救活後者，擔任拳願會對抗「煉獄」的隨隊治療者。13強對抗賽兩年後，協助拳願會成員對抗「蟲」。 |
| “強豪殺手” 金田 末吉（，聲：遊佐浩二）                                             | 義伊國屋書店          | 年齡:27→29→31 身高:170cm 體重:73kg 生日:10月30日               | 11戰9勝2敗                                | 介者劍術紅人流 釣瓶落、下弦掃腿 斷梴子、天地返 陰陽交差構                                 | 精於將棋的棋手，天生體質偏弱，為增強自己透過父親的友人傳授「紅人流」和鍛鍊洞察力。擁有“預讀”的能力，能預測對手下一步的動作。後來和加奧朗、理人、冰室、大久保、小宇宙、王馬等鬥技者成為朋友。東洋電力政變事件裡協助拳願會對抗東洋電力相關人員。賽後出席父親三週年的忌日。《拳願omega》中帶領成島光我會晤關林淳，出席觀看拳願會和「煉獄」的競賽。13強對抗賽落幕兩年後，與王馬交流預讀和誘導敵人的技巧。 |
| “滅殺牧師” 茂吉.羅賓遜 聲：村瀬克輝                                                | 森德利                | 年齡:34→36→38 身高:189cm 體重:99kg                             | 7088億3490萬 49戰48勝1敗                  | 柔道 巴頓術 一本過肩摔 二指(奧義)                                                         | 幕府末年時期無遷流鬥技者琴浦茂之介的後裔，兼任牧師的柔道家。大賽期間被吳雷庵重傷，事後回國休養復健。《拳願omega》中再度復出，出席觀看拳願會和「煉獄」的競賽。 |
| “無法測定” 室淵 剛三 聲：一条和矢                                                  | United Clothing       | 年齡:43→45→47 身高:187cm 體重:110kg                            | 682億9600萬 21戰19勝2敗                   | 無流派 腕挫十字固                                                                         | 奧林匹克十項全能選手，和大久保直也為熟交。父母分別為鏈球選手和標槍選手，16歲時已是代表日本參加十項全能的選手，在體育圈活躍至41歲引退。東洋電力政變事件裡協助拳願會對抗東洋電力相關人員。《拳願omega》中因為被阿古谷清秋重創的舊傷復發，長期缺席賽事，向拳願會推薦阿古谷參與對抗「煉獄」的大賽。 |
| “無顏之男” 千葉 貴之 聲：星野貴紀                                                  | 義武不動產            | 年齡:37→39→41 身高:179cm 體重:85kg                             | 1戰0勝1敗                                 | 演技 演之極[臨摹]                                                                         | 一名專攻撈偏門的武鬥派演員，自稱“達成者”，可以複寫對方的動作與招式。東洋電力政變事件裡協助拳願會對抗東洋電力相關人員。《拳願omega》13強對抗賽落幕兩年後，「戰鬼盃」參賽者之一。 |
| “魔槍” 黑木 玄齋（，聲：玄田哲章）                                                 | 摩托頭Motor           | 年齡:51→53→55 身高:185cm 體重:96kg 生日:4月4日                 | 5戰5勝0敗                                 | 空手道 怪腕流 魔槍                                                                        | 平良嚴山和鷹風切已的友人，十鬼蛇二虎的熟識。為了替被桐生剎那殺害的平良復仇，在拳願絕命淘汰賽擊敗桐生剎那，後成為理人的師傅，東洋電力政變事件裡協助拳願會對抗東洋電力相關人員。最終決賽前告知王馬有關臥王流和二虎流的關聯，擊敗王馬成為最終冠軍。《拳願omega》中派遣理人參加拳願會和「煉獄」的對抗賽。13強對抗賽落幕兩年後，協助對抗「蟲」組織，指導王馬、理人、隼進行訓練。 |
| “哭泣者” 目黑 正樹 聲：川本宗幸                                                    | 海一證卷              | 年齡:33 身高:195cm 體重:130kg 生日:8月25日                     | 1戰0勝1敗                                 | 柔道                                                                                      | 20年前犯下殺害目黑廣樹等柔道道館成員命案的主犯「少年M」，透過速水勝正協助免於警方追緝。前期受速水指示威脅指定企業，與穆特巴一戰已死亡，是拳願絕命淘汰賽第一位死亡的鬥技者。《拳願omega》透露被速水正雄採用「蟲」組織技術複製其存在（速水正樹）。 |
| “雷神” 御雷 零（，聲：小野大輔）                                                   | 黃金娛樂集團          | 年齡:26→28→30 身高:179cm 體重:77kg 生日:9月7日                 | 12億1140萬 4戰3勝1敗                      | 暗殺技 雷心流 雷閃 陽炎 夢幻步法 慘雷                                                     | 雷心流現任門主，暗殺者雷心流一族擁有1200多年歷史，與同為暗殺一族的吳一族對立。過去父親死於黑木玄齋的手下，後因為執行暗殺任務未遂，和原本被當成目標的倉吉理乃成為戀人兼旗下鬥技者。東洋電力政變事件裡協助拳願會對抗東洋電力相關人員。大賽結束後在中國透過吳氏當家吳星協助修行，《拳願omega》中為回報吳氏和吳一族兼維護裏社會秩序，受吳星委託協助對抗征西派和「蟲」組織。 |
| “絞殺王” 今井 小宇宙（，聲：榎木淳彌（網路動畫）/花江夏樹（廣播劇CD））            | 西品治保全            | 年齡:19→21→23 身高:171cm 體重:68kg→69kg 生日:1月30日           | 792億1200萬 24戰23勝1敗                   | 巴西柔術 蟹鋏、三角絞 裸絞、巨蛇絞殺 領域發動                                             | 14歲初戰即勝出，天才少年。綜合格鬥家暮石光世的弟子，在表裏格鬥界交友廣闊。東洋電力政變事件裡協助拳願會對抗東洋電力相關人員，領悟“預讀”的能力。與王馬交手後成為朋友。《拳願omega》中協助成島光我進行訓練，出席觀看拳願會和「煉獄」的競賽。兩年後為「戰鬼盃」參賽者之一。 |
| “咆哮鬥魂” 鎧塚 薩柏因（，聲：檜山修之）                                           | 黎明之村              | 年齡:30→32→34 身高:184cm 體重:88kg 生日:7月8日                 | 2009億6900萬 19戰18勝1敗                  | 緬甸裡衛                                                                                  | 昭和時期緬甸鬥技者帕帕因的次子，繼承已故兄長奈溫帕因的遺願，代表將被東洋電力併吞的村落參賽。擁有高硬度的頭蓋骨和熱血性格。視加奧朗為好對手，私底下擅長東南亞料理。東洋電力政變事件裡協助拳願會對抗東洋電力相關人員。《拳願omega》中出席觀看拳願會和「煉獄」的競賽。兩年後為「戰鬼盃」參賽者之一。 |
| “禁忌的末裔” 吳 雷庵（，聲：松岡禎丞）                                             | Under Mount           | 年齡:21→23→25 身高:188cm 體重:94kg 生日:7月26日                | 2戰1勝1敗                                 | 吳一族技術 解放100%                                                                       | 暗殺一家吳之一族最兇之男。 吳之一族1300年來一直進行品種改良，目的就是完成特化戰鬥能力的人種，吳雷庵是有史以來第一個擁有100%解放的後代，被族裡稱為“魔人”。東洋電力政變事件裡協助拳願會對抗東洋電力相關人員。《拳願omega》中擔任拳願會對抗「煉獄」的鬥技參賽者，討伐征西派。兩年後從「奧羽」修行歸來，繼承妖刀「大嶽丸」。 |
| “暗黑鳥” 澤田 慶三郎（，聲：保志總一朗）                                           | Murder Music          | 年齡:25→27→29 身高:181cm 體重:74kg 生日:6月11日                | 210億9000萬 5戰4勝1敗                     | 踢技 2G                                                                                   | 理人的舊識對手，利用芭蕾舞的身體旋轉差生出的G力來增強踢擊威力，為了救被東洋電力脅持的戶川好子而身受重傷。東洋電力政變事件裡協助拳願會對抗東洋電力相關人員。《拳願omega》13強對抗賽兩年後，持續在拳願會活躍。 |
| “日本海坊主” 賀露 吉成 聲：斧アツシ                                                | 網代水產              | 年齡:51→53→55 身高:206cm 體重:165kg 生日:4月25日               | 1戰0勝1敗                                 | 無流派 鯨葬 鯖折                                                                          | 曾經空手絞殺大白鯊的傳說中漁夫。因所屬漁場將被東洋電力併吞而參賽。東洋電力政變事件裡協助拳願會對抗東洋電力相關人員。《拳願omega》中出席觀看拳願會和「煉獄」的競賽。 |
| “阿修羅” 十鬼蛇 王馬                                                               | 山下商事              | 年齡:28→30→32 身高:182cm 體重:85kg→83kg                        | 154億1400萬 8戰7勝1敗                     | 二虎流                                                                                    | 詳見山下商事 |
| “超人” 理人/中田 一郎 聲：金子隼人                                                 | 義武不動產 ↓ SH冷凍   | 年齡:26→28→30 身高:188cm 體重:102kg→109kg→108kg 生日:7月15日   | 81億650萬日圓 7戰5勝2敗                   | 無流派→無流派+空手道怪腕流基礎 Razors EDGE                                                | 天生擁有超強的指力。詳見拳願會會員。 |

| 拳願絕命淘汰賽（32強） \| 冠軍 \| 決賽 \| 半決賽(4強) \| 三回戰(8強) \| 二回戰(16強) \| 初戰(32強) \| \| --------------- \| ----------------- \| --------------------- \| ------------------- \| ----------------------- \| ------------------------------ \| \| 優勝“黑木 玄齋” \| 優勝“十鬼蛇 王馬” \| A組 優勝“十鬼蛇 王馬” \| 優勝“今井 小宇宙” \| 優勝“今井 小宇宙” \| 1.亞當.達多力(Boss漢堡) \| \| 優勝“黑木 玄齋” \| 優勝“十鬼蛇 王馬” \| A組 優勝“十鬼蛇 王馬” \| 優勝“今井 小宇宙” \| 優勝“今井 小宇宙” \| 2.今井 小宇宙(西品治保全) \| \| 優勝“黑木 玄齋” \| 優勝“十鬼蛇 王馬” \| A組 優勝“十鬼蛇 王馬” \| 優勝“今井 小宇宙” \| 優勝“阿古谷 清秋” \| 3.河野 春男(Nentendo) \| \| 優勝“黑木 玄齋” \| 優勝“十鬼蛇 王馬” \| A組 優勝“十鬼蛇 王馬” \| 優勝“今井 小宇宙” \| 優勝“阿古谷 清秋” \| 4.阿古谷 清秋(若櫻生命) \| \| 優勝“黑木 玄齋” \| 優勝“十鬼蛇 王馬” \| A組 優勝“十鬼蛇 王馬” \| 優勝“十鬼蛇 王馬” \| 優勝“吳 雷庵” \| 5.吳 雷庵(Under Mount) \| \| 優勝“黑木 玄齋” \| 優勝“十鬼蛇 王馬” \| A組 優勝“十鬼蛇 王馬” \| 優勝“十鬼蛇 王馬” \| 優勝“吳 雷庵” \| 6.茂吉.羅賓遜(森德利) \| \| 優勝“黑木 玄齋” \| 優勝“十鬼蛇 王馬” \| A組 優勝“十鬼蛇 王馬” \| 優勝“十鬼蛇 王馬” \| 優勝“十鬼蛇 王馬” \| 7.因幡 良(Penasonic) \| \| 優勝“黑木 玄齋” \| 優勝“十鬼蛇 王馬” \| A組 優勝“十鬼蛇 王馬” \| 優勝“十鬼蛇 王馬” \| 優勝“十鬼蛇 王馬” \| 8.十鬼蛇 王馬(山下商事) \| \| 優勝“黑木 玄齋” \| 優勝“十鬼蛇 王馬” \| B組 優勝“若槻 武士” \| 優勝“若槻 武士” \| 優勝“若槻 武士” \| 9.室淵 剛三(United Clothing) \| \| 優勝“黑木 玄齋” \| 優勝“十鬼蛇 王馬” \| B組 優勝“若槻 武士” \| 優勝“若槻 武士” \| 優勝“若槻 武士” \| 10.若槻 武士(古海製藥) \| \| 優勝“黑木 玄齋” \| 優勝“十鬼蛇 王馬” \| B組 優勝“若槻 武士” \| 優勝“若槻 武士” \| 優勝“尤里烏斯.萊因哈德” \| 11.澤田 慶三郎(Murder Music) \| \| 優勝“黑木 玄齋” \| 優勝“十鬼蛇 王馬” \| B組 優勝“若槻 武士” \| 優勝“若槻 武士” \| 優勝“尤里烏斯.萊因哈德” \| 12.尤里烏斯.萊因哈德(東洋電力) \| \| 優勝“黑木 玄齋” \| 優勝“十鬼蛇 王馬” \| B組 優勝“若槻 武士” \| 優勝“穆特巴.吉贊加” \| 優勝“穆特巴.吉贊加” \| 13.穆特巴.吉贊加(岩美重工) \| \| 優勝“黑木 玄齋” \| 優勝“十鬼蛇 王馬” \| B組 優勝“若槻 武士” \| 優勝“穆特巴.吉贊加” \| 優勝“穆特巴.吉贊加” \| 14.目黑 正樹(海一證卷) \| \| 優勝“黑木 玄齋” \| 優勝“十鬼蛇 王馬” \| B組 優勝“若槻 武士” \| 優勝“穆特巴.吉贊加” \| 優勝“關林 淳” \| 15.關林 淳(鋼代) \| \| 優勝“黑木 玄齋” \| 優勝“十鬼蛇 王馬” \| B組 優勝“若槻 武士” \| 優勝“穆特巴.吉贊加” \| 優勝“關林 淳” \| 16.鬼王山 尊(禍谷園) \| \| 優勝“黑木 玄齋” \| 優勝“黑木 玄齋” \| C組 優勝“黑木 玄齋” \| 優勝“御雷 零” \| 優勝“鎧塚 薩柏因” \| 17.鎧塚 薩柏因(黎明之村) \| \| 優勝“黑木 玄齋” \| 優勝“黑木 玄齋” \| C組 優勝“黑木 玄齋” \| 優勝“御雷 零” \| 優勝“鎧塚 薩柏因” \| 18.賀露 吉成(網代水產) \| \| 優勝“黑木 玄齋” \| 優勝“黑木 玄齋” \| C組 優勝“黑木 玄齋” \| 優勝“御雷 零” \| 優勝“御雷 零” \| 19.根津 正已(櫔木迪斯特尼樂園) \| \| 優勝“黑木 玄齋” \| 優勝“黑木 玄齋” \| C組 優勝“黑木 玄齋” \| 優勝“御雷 零” \| 優勝“御雷 零” \| 20.御雷 零(黃金娛樂集團) \| \| 優勝“黑木 玄齋” \| 優勝“黑木 玄齋” \| C組 優勝“黑木 玄齋” \| 優勝“黑木 玄齋” \| 優勝“黑木 玄齋” \| 21.理人/中田 一郎(SH冷凍) \| \| 優勝“黑木 玄齋” \| 優勝“黑木 玄齋” \| C組 優勝“黑木 玄齋” \| 優勝“黑木 玄齋” \| 優勝“黑木 玄齋” \| 22.黑木 玄齋(摩托頭Motor) \| \| 優勝“黑木 玄齋” \| 優勝“黑木 玄齋” \| C組 優勝“黑木 玄齋” \| 優勝“黑木 玄齋” \| 優勝“桐生 剎那” \| 23.二階堂 蓮(白夜新聞) \| \| 優勝“黑木 玄齋” \| 優勝“黑木 玄齋” \| C組 優勝“黑木 玄齋” \| 優勝“黑木 玄齋” \| 優勝“桐生 剎那” \| 24.桐生 剎那(皇櫻學園集團) \| \| 優勝“黑木 玄齋” \| 優勝“黑木 玄齋” \| D組 優勝“加納 咢” \| 優勝“初見 泉” \| 優勝“初見 泉” \| 25.千葉 貴之(義武不動產) \| \| 優勝“黑木 玄齋” \| 優勝“黑木 玄齋” \| D組 優勝“加納 咢” \| 優勝“初見 泉” \| 優勝“初見 泉” \| 26.初見 泉(乃木集團) \| \| 優勝“黑木 玄齋” \| 優勝“黑木 玄齋” \| D組 優勝“加納 咢” \| 優勝“初見 泉” \| 優勝“阪東 洋平” \| 27.英 初(帝都大學) \| \| 優勝“黑木 玄齋” \| 優勝“黑木 玄齋” \| D組 優勝“加納 咢” \| 優勝“初見 泉” \| 優勝“阪東 洋平” \| 28.阪東 洋平(十王通信) \| \| 優勝“黑木 玄齋” \| 優勝“黑木 玄齋” \| D組 優勝“加納 咢” \| 優勝“加納 咢” \| 優勝“加奧朗.溫薩瓦德” \| 29.加奧朗.溫薩瓦德(八頭貿易) \| \| 優勝“黑木 玄齋” \| 優勝“黑木 玄齋” \| D組 優勝“加納 咢” \| 優勝“加納 咢” \| 優勝“加奧朗.溫薩瓦德” \| 30.金田 末吉(義伊國屋書店) \| \| 優勝“黑木 玄齋” \| 優勝“黑木 玄齋” \| D組 優勝“加納 咢” \| 優勝“加納 咢” \| 優勝“加納 咢” \| 31.大久保 直也(無士電視台) \| \| 優勝“黑木 玄齋” \| 優勝“黑木 玄齋” \| D組 優勝“加納 咢” \| 優勝“加納 咢” \| 優勝“加納 咢” \| 32.加納 咢(大日本銀行) \| |                   |                       |                     |                         |                                |
| 冠軍 | 決賽              | 半決賽(4強)           | 三回戰(8強)         | 二回戰(16強)            | 初戰(32強)                     |
| 優勝“黑木 玄齋” | 優勝“十鬼蛇 王馬” | A組 優勝“十鬼蛇 王馬” | 優勝“今井 小宇宙”   | 優勝“今井 小宇宙”       | 1.亞當.達多力(Boss漢堡)        |
| 優勝“黑木 玄齋” | 優勝“十鬼蛇 王馬” | A組 優勝“十鬼蛇 王馬” | 優勝“今井 小宇宙”   | 優勝“今井 小宇宙”       | 2.今井 小宇宙(西品治保全)      |
| 優勝“黑木 玄齋” | 優勝“十鬼蛇 王馬” | A組 優勝“十鬼蛇 王馬” | 優勝“今井 小宇宙”   | 優勝“阿古谷 清秋”       | 3.河野 春男(Nentendo)          |
| 優勝“黑木 玄齋” | 優勝“十鬼蛇 王馬” | A組 優勝“十鬼蛇 王馬” | 優勝“今井 小宇宙”   | 優勝“阿古谷 清秋”       | 4.阿古谷 清秋(若櫻生命)        |
| 優勝“黑木 玄齋” | 優勝“十鬼蛇 王馬” | A組 優勝“十鬼蛇 王馬” | 優勝“十鬼蛇 王馬”   | 優勝“吳 雷庵”           | 5.吳 雷庵(Under Mount)         |
| 優勝“黑木 玄齋” | 優勝“十鬼蛇 王馬” | A組 優勝“十鬼蛇 王馬” | 優勝“十鬼蛇 王馬”   | 優勝“吳 雷庵”           | 6.茂吉.羅賓遜(森德利)          |
| 優勝“黑木 玄齋” | 優勝“十鬼蛇 王馬” | A組 優勝“十鬼蛇 王馬” | 優勝“十鬼蛇 王馬”   | 優勝“十鬼蛇 王馬”       | 7.因幡 良(Penasonic)           |
| 優勝“黑木 玄齋” | 優勝“十鬼蛇 王馬” | A組 優勝“十鬼蛇 王馬” | 優勝“十鬼蛇 王馬”   | 優勝“十鬼蛇 王馬”       | 8.十鬼蛇 王馬(山下商事)        |
| 優勝“黑木 玄齋” | 優勝“十鬼蛇 王馬” | B組 優勝“若槻 武士”   | 優勝“若槻 武士”     | 優勝“若槻 武士”         | 9.室淵 剛三(United Clothing)   |
| 優勝“黑木 玄齋” | 優勝“十鬼蛇 王馬” | B組 優勝“若槻 武士”   | 優勝“若槻 武士”     | 優勝“若槻 武士”         | 10.若槻 武士(古海製藥)         |
| 優勝“黑木 玄齋” | 優勝“十鬼蛇 王馬” | B組 優勝“若槻 武士”   | 優勝“若槻 武士”     | 優勝“尤里烏斯.萊因哈德” | 11.澤田 慶三郎(Murder Music)   |
| 優勝“黑木 玄齋” | 優勝“十鬼蛇 王馬” | B組 優勝“若槻 武士”   | 優勝“若槻 武士”     | 優勝“尤里烏斯.萊因哈德” | 12.尤里烏斯.萊因哈德(東洋電力) |
| 優勝“黑木 玄齋” | 優勝“十鬼蛇 王馬” | B組 優勝“若槻 武士”   | 優勝“穆特巴.吉贊加” | 優勝“穆特巴.吉贊加”     | 13.穆特巴.吉贊加(岩美重工)     |
| 優勝“黑木 玄齋” | 優勝“十鬼蛇 王馬” | B組 優勝“若槻 武士”   | 優勝“穆特巴.吉贊加” | 優勝“穆特巴.吉贊加”     | 14.目黑 正樹(海一證卷)         |
| 優勝“黑木 玄齋” | 優勝“十鬼蛇 王馬” | B組 優勝“若槻 武士”   | 優勝“穆特巴.吉贊加” | 優勝“關林 淳”           | 15.關林 淳(鋼代)               |
| 優勝“黑木 玄齋” | 優勝“十鬼蛇 王馬” | B組 優勝“若槻 武士”   | 優勝“穆特巴.吉贊加” | 優勝“關林 淳”           | 16.鬼王山 尊(禍谷園)           |
| 優勝“黑木 玄齋” | 優勝“黑木 玄齋”   | C組 優勝“黑木 玄齋”   | 優勝“御雷 零”       | 優勝“鎧塚 薩柏因”       | 17.鎧塚 薩柏因(黎明之村)       |
| 優勝“黑木 玄齋” | 優勝“黑木 玄齋”   | C組 優勝“黑木 玄齋”   | 優勝“御雷 零”       | 優勝“鎧塚 薩柏因”       | 18.賀露 吉成(網代水產)         |
| 優勝“黑木 玄齋” | 優勝“黑木 玄齋”   | C組 優勝“黑木 玄齋”   | 優勝“御雷 零”       | 優勝“御雷 零”           | 19.根津 正已(櫔木迪斯特尼樂園) |
| 優勝“黑木 玄齋” | 優勝“黑木 玄齋”   | C組 優勝“黑木 玄齋”   | 優勝“御雷 零”       | 優勝“御雷 零”           | 20.御雷 零(黃金娛樂集團)       |
| 優勝“黑木 玄齋” | 優勝“黑木 玄齋”   | C組 優勝“黑木 玄齋”   | 優勝“黑木 玄齋”     | 優勝“黑木 玄齋”         | 21.理人/中田 一郎(SH冷凍)      |
| 優勝“黑木 玄齋” | 優勝“黑木 玄齋”   | C組 優勝“黑木 玄齋”   | 優勝“黑木 玄齋”     | 優勝“黑木 玄齋”         | 22.黑木 玄齋(摩托頭Motor)      |
| 優勝“黑木 玄齋” | 優勝“黑木 玄齋”   | C組 優勝“黑木 玄齋”   | 優勝“黑木 玄齋”     | 優勝“桐生 剎那”         | 23.二階堂 蓮(白夜新聞)         |
| 優勝“黑木 玄齋” | 優勝“黑木 玄齋”   | C組 優勝“黑木 玄齋”   | 優勝“黑木 玄齋”     | 優勝“桐生 剎那”         | 24.桐生 剎那(皇櫻學園集團)     |
| 優勝“黑木 玄齋” | 優勝“黑木 玄齋”   | D組 優勝“加納 咢”     | 優勝“初見 泉”       | 優勝“初見 泉”           | 25.千葉 貴之(義武不動產)       |
| 優勝“黑木 玄齋” | 優勝“黑木 玄齋”   | D組 優勝“加納 咢”     | 優勝“初見 泉”       | 優勝“初見 泉”           | 26.初見 泉(乃木集團)           |
| 優勝“黑木 玄齋” | 優勝“黑木 玄齋”   | D組 優勝“加納 咢”     | 優勝“初見 泉”       | 優勝“阪東 洋平”         | 27.英 初(帝都大學)             |
| 優勝“黑木 玄齋” | 優勝“黑木 玄齋”   | D組 優勝“加納 咢”     | 優勝“初見 泉”       | 優勝“阪東 洋平”         | 28.阪東 洋平(十王通信)         |
| 優勝“黑木 玄齋” | 優勝“黑木 玄齋”   | D組 優勝“加納 咢”     | 優勝“加納 咢”       | 優勝“加奧朗.溫薩瓦德”   | 29.加奧朗.溫薩瓦德(八頭貿易)   |
| 優勝“黑木 玄齋” | 優勝“黑木 玄齋”   | D組 優勝“加納 咢”     | 優勝“加納 咢”       | 優勝“加奧朗.溫薩瓦德”   | 30.金田 末吉(義伊國屋書店)     |
| 優勝“黑木 玄齋” | 優勝“黑木 玄齋”   | D組 優勝“加納 咢”     | 優勝“加納 咢”       | 優勝“加納 咢”           | 31.大久保 直也(無士電視台)     |
| 優勝“黑木 玄齋” | 優勝“黑木 玄齋”   | D組 優勝“加納 咢”     | 優勝“加納 咢”       | 優勝“加納 咢”           | 32.加納 咢(大日本銀行)         |

#### 一般比賽斗技者
| 名字                                      | 代表企業                      | 資料                                                  | 企業獲得資產 戰績        | 流派/格斗技 招式              | 介紹 |
| “仁王” 駒田 茂                            | 乃木集團 (已解僱)             | 年齡:42→44→46 身高:192cm 體重:121kg                   | - 4戰4勝0敗              | -                             | 第一集就被十鬼蛇王馬輕鬆打敗。現已成為理人的公司“SH冷凍”的員工。東洋電力政變事件協助拳願會對抗東洋電力相關人員。 |
| “咒術師” 蕪木 浩二                        | 湖山市場 (未參賽)             | 年齡:45→47→49 身高:170cm 體重:92kg                    | - 17戰7勝10敗            | -                             | 號稱“狩獵斗技者的斗技者”，使用“蚊音”等卑鄙的手段攻擊斗技者。後來救起從願流號墜海的哈薩德，受命擔任通報東洋電力動向的眼線，東洋電力政變事件前被乃木英樹買通幫助拳願會。《拳願omega》於13強對抗賽落幕兩年後，協助拳願會對抗「蟲」組織。 |
| “阿拉伯旋風” 哈薩德（，聲：櫻井孝宏）     | 貝魯西石油 (已淘汰)           | 年齡:27→29→31 身高:178cm 體重:80kg 生日:8月3日        | 2205億7600萬 17戰17勝0敗 | 砂漠掌/首里手                 | 中東某小國的第一王子，為解決國家困境參加拳願大賽，和拉爾瑪十三世為交情良好的熟交。在預賽階段因為對片原滅堂特地區分鬥技者進行預賽的方針提出疑問和試圖攻擊後者，被片原滅堂的護衛者擊敗出局。墜海後被蕪木浩二救起兼成為朋友，協助蕪木進行諜報工作。東洋電力政變事件前被乃木英樹買通幫助拳願會，事件落幕後和拉爾瑪十三世相認。 |
| “武神” 武本 久安                          | 白夜新聞 (已替換)             | 年齡:82 身高:- 體重:-                                 | 初戰                     | 武本流實戰拳法                | 武本流創始者，於願流號被二階堂蓮襲擊敗北。 |
| “特攻原德” 原田 德治郎                    | 藤間快遞 (已淘汰)             | 年齡:- 身高:- 體重:-                                  | 690億4200萬 9戰9勝0敗    | -                             | 未在正賽中登場的鬥技者，於東洋電力政變事件協助拳願會對抗東洋電力相關人員。 |
| “獸人” 下田 佐治                          | 大亞細亞航空 (已淘汰)         | 年齡:35 身高:175cm 體重:78kg                          | 40億2100萬 2戰2勝0敗     | -                             | 未在正賽中登場的鬥技者，於東洋電力政變事件協助拳願會對抗東洋電力相關人員。 |
| 傑瑞.泰森 聲：Matthew Masaru Barron       | 22th Fax Corporation (已淘汰) | 年齡:- 身高:188cm 體重:95kg                           | 19億5200萬 3戰3勝0敗     | 中國拳法-J式象形拳 飛毛腿導彈 | 於預賽被王馬打敗，轉任淘汰賽解說員。《拳願omega》中正式退出格鬥界，作為拳願會職員輔助片原韒香。 |
| 後田 武郎                                 | 和泉食品 (已淘汰)             | 年齡:34 身高:171cm 體重:98kg                          | 110億500萬 7戰7勝0敗     | -                             | 未在正賽中登場的鬥技者，於東洋電力政變事件協助拳願會對抗東洋電力相關人員。 |
| 秋 齊藤                                   | 鹿王院建設 (已淘汰)           | 年齡:- 身高:- 體重:-                                  | 32億2800萬 6戰6勝0敗     | -                             | - |
| 乾 町三                                   | 海一證卷 (已替換)             | 年齡:- 身高:- 體重:-                                  | - -戰-勝-敗              | -                             | - |
| 橫田 將靖                                 | 牛民餐飲服務 (未參賽)         | 年齡:- 身高:- 體重:-                                  | - 19戰15勝4敗            | 我道館空手道                  | 在會員權挑戰賽被十鬼蛇王馬一拳秒殺。 |
| “蠻勇智將” 小津 俊夫                      | 皇櫻學園集團                  | 年齡:- 身高:- 體重:-                                  | - 11戰11勝0敗            | -                             | 皇櫻女子大學文學院英文系副教授，一開場就被桐生剎那擊敗。於官方外傳中確認生存。 |
| “冰帝” 冰室 涼（，聲：水中雅章）          | 義伊國屋書店 (已替換)         | 年齡:25→27→29 身高:181cm 體重:82kg 生日:3月17日       | - 4戰4勝0敗→ 21戰21勝0敗 | 截拳道                        | 出身於非法地帶「中」地區的「狼叁」區域，年少時取得仿造戶籍離開出身地。在義伊國屋書店出資的「大宇宙」酒吧兼任調酒師。被金田末吉在出場前擊敗而被替換選手資格，後和片原韒香與包含王馬在內的多數鬥技者交好。東洋電力政變事件裡協助拳願會對抗東洋電力相關人員。《拳願omega》中被山下一夫委託指導龍鬼和成島光我成為鬥技者，協助拳願會連絡鬥技者參與對「煉獄」的對抗賽。13強對抗賽落幕兩年後，協助拳願會對抗「蟲」組織，參加「戰鬼杯」對抗賽。                                             |
| “暴君” 森 政志                            | 黃金娛樂集團 (已替換)         | 年齡:- 身高:- 體重:-                                  | - 14戰14勝0敗            | -                             | - |
| 洪 小虎                                   | 岩美重工 (已替換)             | 年齡:- 身高:- 體重:-                                  | - 37戰35勝2敗            | 極意拳                        | - |
| “俄國速射砲” 伊旺.卡拉耶夫 聲：阿座上洋平 | 義武不動產 (已解僱)           | 年齡:33→35→37 身高:176cm 體重:76kg                    | - -戰-勝-敗              | 踢拳 死神之鐮                 | 敗於王馬後被理人重傷。現已成為理人的公司“SH冷凍”的員工。為《流汗吧！健身少女》中登場角色吉娜•波特的叔父。東洋電力政變事件協助拳願會對抗東洋電力相關人員，釋放坂東洋平協助參戰。 |
| 喬尼·沃特斯                               | 巴比倫策劃                    | -                                                     | -                        | 綜合格鬥技                    | 《拳願omega》登場，美國綜合格鬥技團體「終極格鬥」輕量級第二名選手，美國加州出身。和今井小宇宙交手後敗北。 |
| “狼兵” 打吹黑狼                           | 谷石製菓                      | 年齡：30→31 身高：192cm 體重：110kg 生日：10月27日    | -                        | 防具空手道                    | 《拳願omega》登場，出身運動世家，山下商事管理數據的新世代自由鬥技者。和成島光我交手後成為好對手，出席觀看拳願會和「煉獄」的競賽。 |
| “二德” 德尾德道                 | 山下商事 (已替換)             | 年齡:35→37 身高:181cm 體重:86kg 生日:3月1日           | 9戰8勝1敗                | 桑搏                          | 《拳願omega》登場，筆名「尾道二徳」，擁有文學院學位的小說作家兼自由鬥技者。為了維持生計和寫作，習慣賺取足夠的資金後便宣布退役，直至資金用罄始再度復賽。受邀參加參與拳願會和「煉獄」的對抗賽。 |
| “殘酷的百合” 百合川泰樹                   | 中央不動產                    | -                                                     | -                        | 潘克拉辛                      | 《拳願omega》登場，新世代自由鬥技者。被臥王龍鬼擊敗。出席「戰鬼杯」對抗賽。 |
| “鬼鯱” 村雨秀哉                           | 無                            | -                                                     | 4戰1勝3敗                | -                             | 《拳願omega》登場，參與拳願鬥技者測驗的鬥技者，於拳願鬥技者測驗被成島光我擊敗。 |
| “一投必殺” 速水正樹                       | 東洋電力                      | 年齡:21→23 身高:196cm 體重:128kg 生日:8月25日（戶籍） | -                        | 柔道 一本背負投               | 《拳願omega》登場，表身份是速水勝正的兒子，其實是速水以目黑正樹為樣本，運用「蟲」組織人體生物技術培育的複製人。視倉吉理乃為姊姊。被速水勝正派遣參與拳願會和「煉獄」的13強對抗賽，事後被理乃告知勝正為控制他而在體內安裝炸彈的真相，徒手殺死速水勝正。13強對抗賽兩年後，忙碌於公司事業。 |
| 三朝（） 聲：                             | 大日本銀行                    | 年齡:27→29 身高:173cm 體重:68kg 生日:6月3日           | -                        | 班卡西拉                      | 片源滅堂的私人護衛部隊護衛者中的特別小組“殲滅部隊”成員，片源烈堂的副官兼拳法師傅，在“殲滅部隊”中為徒手作戰的最高戰力，擅於在狹窄空間戰鬥。原為護衛者五番隊長，獲烈堂邀請加入殲滅部隊，視名和為對手。偕同其他殲滅部隊成員解決入侵願流島的僱傭兵「黑使」，東洋電力發動政變期間，協助拳願會對抗東洋電力相關人員。《拳願omega》中獲烈堂舉薦，晉升為第八代滅堂之牙，為討伐叛離滅堂和殺死部下安長的第六代“滅堂之牙”弓濱光，參與拳願會和「煉獄」的對抗賽。兩年後協助拳願會對抗「蟲」組織。 |
| “聖保羅的奇蹟” 萊昂納多·席巴              |                               |                                                       | -                        | 席巴流柔術                    | 《拳願omega》拳願會和「煉獄」的13強對抗賽兩年後登場，新世代超新星，席巴流柔術宗家里卡多·席巴的五子的第五子。參加「戰鬼杯」對抗賽。與成島光我交好。 |
| “西貢之神” 納姆·尼特                      |                               |                                                       | -                        |                               | 《拳願omega》拳願會和「煉獄」的13強對抗賽兩年後登場，越南西貢出身新世代超新星。參加「戰鬼杯」對抗賽。與成島光我交好。 |
| “神速” 金·樟宜                            |                               |                                                       | -                        |                               | 《拳願omega》拳願會和「煉獄」的13強對抗賽兩年後登場，韓國出身的新世代超新星。參加「戰鬼杯」對抗賽。與成島光我交好。 |
| “剛力和尚” 小野田一戒                     |                               |                                                       | -                        |                               | 《拳願omega》拳願會和「煉獄」的13強對抗賽兩年後登場，破戒僧兼新世代超新星。參加「戰鬼杯」對抗賽。與成島光我交好。 |

## 吳氏族相關

### 吳氏
吳氏族裡的起源族系，根據地在中國大陸。
呉 黒（／），聲優：[[]]
約莫5000年前現身在中國大陸的「吳的始祖」，生前擁有強烈的殺人欲望。死後人格透過秘術「回生」在5000年期間持續存在繼承者身上，後寄宿在現代征西派族人吳阿蘭、愛德華．吳、所羅門．吳、法比歐．吳身上，由於阿蘭、法比歐、所羅門、愛德華被殺害而失去憑依。
呉 星（／），聲優：[[]]
身高:190公分，體重:84公斤，27歲。《拳願omega》登場，外號「夢幻道士」，中國大陸的暗殺一族「吳氏」的宗家，使用武器為附著長鞭的彎刀，擁有100%「鬼魂」解放能力。因為伯父、師父兼愛人分別被法比歐·吳和愛德華·吳殺害，仇視愛德華等人。在「拳願會」和「煉獄」對抗賽期間，和吳惠利央議論族人秘技被外傳之事。後來和吳一族聯手對抗愛德華為首的征西派。

### 吳一族
吳氏族裡的分支族系，根據地在日本。
吳惠利央（／），聲優：千葉繁
身高165公分，體重54公斤，年齡91→93歲。吳一族族長，外號「強魔」，擁有100%解放能力。年輕時擔任初代滅堂之牙，性格與雷庵如出一轍，過去曾為了懲罰速水勝正而用機油點火燒傷其左臉，造成後者毀容失去左眼懷恨在心，但在孩子和孫輩誕生後變得寵溺後代，同時是十足的孫女控。東洋電力政變事件裡指揮吳一族協助拳願會作戰，在第三局前同意迦樓羅與王馬的婚事。《拳願omega》因原預定吳一族次任當家繼承者遭族裡叛徒殺害，命令吳雷庵等族人討伐「蟲」組織和征西派叛徒，以犧牲自己迷惑愛德華·吳爭取吳星的獲勝機會，向吳一族交代對抗征西派和「蟲」的遺囑，要求吳雷庵精進實力，警告王馬接下來的對手非等閒之輩後重傷死去。事後吳一族在「吳之里」舉辦他的喪禮，由拳願會相關成員和吳一族等人送行。
吳迦樓羅（／），聲優：黑澤朋世
身高154公分，體重45公斤，年齡16→18歲→20歲。吳一族族人，惠利央的曾孫女，外號「天魔」，擁有解放85%能力。喜歡十鬼蛇王馬，和艾蓮娜、心美交好，大賽落幕後對惠利央同意王馬和她的婚事感到大喜過望。《拳願omega》裡已成為大學生，偕同其他未參加拳願會對煉獄決賽的拳願鬥技者、艾蓮娜出席觀賽，接受惠利央的遺囑對抗征西派和「蟲」，協助光我和龍鬼訓練的人員之一。在《流汗吧！健身少女》與《一勝千金》的聯動番外漫畫中亦有登場。
吳 堀棲（／），聲優：松田健一郎
身高180公分，體重82公斤，年齡31→33歲→35歲。吳一族族人，外號「鬼哭童子」，堀雄的姪子，擁有解放80%能力。東洋電力政變事件裡協助拳願會作戰。《拳願omega》裡補述為接受心臟手術後的王馬協助復健。協助討伐「蟲」組織和征西派叛徒，被惠利央交待協助吳一族處理後續事項。協助光我和龍鬼訓練的人員之一。
吳 堀雄（／），聲優：德本英一郎
身高182公分，體重122公斤，年齡55→57歲→59歲。吳一族族人，恵利央的大叔父的玄孫。外號「鬼牛」，擁有解放65%能力。年輕時期曾因為執行菲州某國首相和當時受聘擔任護衛的穆特巴交手。東洋電力政變事件裡協助拳願會作戰。《拳願omega》和族人協助討伐「蟲」組織餘黨。協助光我和龍鬼訓練的人員之一。
吳 憐一（／），聲優：高橋良輔
身高191公分，體重105公斤，年齡26→28歲→30歲。吳一族族人，外號「金剛鬼」，擁有解放50%能力，透過禁術提升至100%。東洋電力政變事件裡協助拳願會作戰。《拳願omega》裡補述為接受心臟手術後的王馬協助復健。協助討伐「蟲」組織和征西派叛徒。協助光我和龍鬼訓練的人員之一。
吳 風水（／），聲優：鈴木美園
身高164公分，體重49公斤，年齡19→21歲→23歲。吳一族族人，吳雷庵的妹妹。外號「魔彈的射手」，殺手兼大學生，擅使槍械，擁有解放28%能力。由於兄長和迦樓羅的緣故，對待王馬親切友好。東洋電力政變事件裡協助拳願會作戰。《拳願omega》擔任吳一族和拳願會的溝通窗口，接受惠利央的遺囑對抗征西派和「蟲」。13強對抗賽兩年後，擔任拳願會防備「蟲」組織的臨時守衛，連同多數擔任護衛的集團、選手們被申武龍瞬間擊倒。協助光我和龍鬼訓練的人員之一。
吳變造（／），聲優：廣瀨裕也
身高174公分，體重64公斤，年齡31→33歲→35歲。吳一族族人兼消防員，外號「狩鬼」，擁有解放19%能力。和吳風水關係良好，擅長按摩，患有懼高症。
呉 陸斗（／），聲優：[[]]
吳一族原預定的次任當家首選者，為了和吳氏、征西派討伐「蟲」組織首領，遭背叛者愛德華·吳殺害。
吳 半次郎（／），聲優：[[]]
吳一族婿養子，吳迦樓羅和吳沙樓羅的父親，擅用槍械的殺手。
吳 夜叉（／），聲優：大原沙耶香（《流汗吧！健身少女》動畫）
吳一族族人，吳惠利央的孫女，吳迦樓羅和吳沙樓羅的母親，擅用薙刀的殺手兼教師。在《流汗吧！健身少女》、《流汗吧！健身少女》與《一勝千金》的聯動番外漫畫中亦有登場，為皇櫻女學院2年A班的班級導師。在《拳願omega》協助光我和龍鬼訓練的人員之一。
吳 沙樓羅（／），聲優：
吳一族族人，吳迦樓羅的弟弟，擅用金屬線的殺手兼學生。說話毒舌，曾經吐槽吳惠利央過度關注吳迦樓羅。

### 征西派
吳氏族裡的分支族系，在《拳願omega》和「蟲」組織、「煉獄」串通。
愛德華·吳（／），聲優：[[]]
身高212公分，體重171公斤，年齡49歲。1300年前呉氏宗家的分岐「征西派」的後裔族人，外號「冥王」，為「吳的始祖」吳黑的現任宿身之一兼征西派激進派代表，被吳一族稱作「仿冒者」。因為殺害吳星的愛人兼師父而被後者視為仇敵，背叛吳氏和「蟲」組織串通，殺害吳一族原預定的次任當家首選者吳陸斗。是傳授呂天「解放」秘技的關鍵者。拳願會和煉獄對抗賽落幕後，和所羅門、法比歐重傷吳雷庵，面對惠利央、雷庵、吳星、堀棲、憐一的圍攻仍面不改色，但在試圖了結惠利央時疏於防備，遭吳星持附毒刀刃刺中頸動脈，再度準備攻擊惠利央之際，被雷庵以食指重創吳星留下的創傷，最終被雷庵再度重創頸動脈，重傷而死。事後由預先灌輸愛德華記憶實施「回生」技術的複製人吉爾伯特·吳取代其身分。
吳阿蘭（／），聲優：[[]]
身高197公分，體重108公斤，34歲。參與「煉獄」隊伍對抗「拳願會」的鬥士，為「吳的始祖」吳黑的現任宿身之一，在征西派中被視為危險人物，經由豐田交涉加入「煉獄」隊伍。在「拳願會」和「煉獄」的第七回合私自挾帶武器對上吳雷庵，在交戰過程中試圖拿武器反擊完全解放的對方未果，反遭吳雷庵徒手撕裂身軀致死。事後該場對決因為吳雷庵違反「煉獄」賽規殺害對手、吳阿蘭私帶武器等問題，交由「拳願會」和「煉獄」雙方議論處置，最終以吳雷庵違反不得殺害對手的賽規而判定「煉獄」方贏得該回合。
所羅門．吳
身高222公分，體重199公斤，43歲。外號「破拳王」，為「吳的始祖」吳黑的現任宿身之一，視被吳雷庵殺害的吳阿蘭是一族之恥，在拳願會和煉獄對抗賽落幕後，偕同愛德華重傷前來討伐的吳雷庵，對抗前來支援的吳星和吳惠利央，法比歐死後，從愛德華手裡取得小刀準備解決吳惠利央，反遭吳惠利央持刀斬首身亡。
法比歐．吳
身高207公分，體重154公斤，43歲。外號「殘虐王」，為「吳的始祖」吳黑的現任宿身之一。因為殺害吳星的伯父而被後者視為仇敵。拳願會和煉獄對抗賽落幕後，偕同愛德華重傷前來討伐的吳雷庵，因為一時疏於防備，被吳惠利央從後方持刀貫穿胸膛，試圖反擊未果，遭吳惠利央持刀將身軀劈成兩半致死。
霍華德·吳
身高214公分，體重175公斤，59歲。外號「霸王」，為「吳的始祖」吳黑的現任宿身之一，愛德華·吳的兄長兼征西派的穩健派代表，慣用武器為刀。擁有100%解放能力。愛德華等人死於吳氏和吳一族手下後，認為吉爾伯特沒有擔任征西派統帥的氣量，帶頭挑戰吉爾伯特為首的征西派成員，結果被吉爾伯特殺死。事後其餘穩健派皆併入吉爾伯特的旗下。
米海爾·吳
身高200公分，體重137公斤，72歲。外號「鮮血鬼」，穩健派成員之一，在霍華德與吉爾伯特的衝突事件中喪命。
理查德·吳
身高206公分，體重152公斤，68歲。外號「煌鬼」，穩健派成員之一，在霍華德與吉爾伯特的衝突事件中喪命。
拜蘭特·吳
身高187公分，體重90公斤，102歲。外號「老魔」，穩健派成員之一，在霍華德與吉爾伯特的衝突事件中喪命。
安傑羅·吳
身高218公分，體重181公斤，61歲。外號「疫病鬼」，穩健派成員之一，在霍華德與吉爾伯特的衝突事件中喪命。
吉爾伯特·吳
外號「死鬼」，表身分是愛德華·吳的兒子，其實是愛德華·吳預先灌輸自己的記憶實施「回生」技術的複製人。愛德華等人死於吳氏和吳一族手下後，殺害霍華德·吳，成為激進派代表。
艾卡多·吳
身高216公分，體重169公斤，24歲。外號「解體狂」，激進派成員之一，慣用武器為爪。在霍華德與吉爾伯特的衝突事件中被霍華德砍去右半腦部後斃命。
阿魯特·吳 & 阿斯特·吳
身高184公分，體重81公斤，21歲。外號「雙魔」的雙胞胎兄弟，激進派成員，慣用武器為小刀。在霍華德與吉爾伯特的衝突事件中喪命。
庫拉斯·吳
身高201公分，體重139公斤，25歲。外號「斬鬼」，激進派成員之一，慣用武器為小刀。擁有100%的鬼魂(解放)。在霍華德與吉爾伯特的衝突事件中被霍華德將身體砍成多段後斃命。
威廉·吳
外號「轟鬼」，激進派成員之一，慣用武器為小刀。在霍華德與吉爾伯特的衝突事件中成為少數倖存者。曾和阿古谷清秋交手，被電擊槍擊倒。在近一年的時間領悟100%的鬼魂(解放)和與生俱來的超人體質，使用奇型斧刃，與從「奧羽」修行歸來的吳雷庵交手。
尚恩·吳
威廉·吳的部下，慣用武器為小刀。後來偕同威廉·吳與從「奧羽」修行歸來的吳雷庵交手，偷襲未果反被吳雷庵持妖刀「大嶽丸」劈開頭部致死。

## 其他拳願和鬥技者關聯者
松井博史（／），聲優：下妻由幸
乃木集團旗下乃木出版社營業二課課長，仰仗裙帶關係任職公司職位。初期瞧不起山下一夫，但在獲知乃木英樹邀請山下一夫參與拳願賽相關事項後感到吃驚，後於山下一夫辭職離開乃木出版社時，誤認山下一夫不受乃木英樹重用再度出面嘲諷對方，隨即被山下一夫的氣勢與大屋、義武迎接對方的舉動折服。
細目太（／），聲優：蓮岳大
乃木集團旗下乃木出版社社長，對於山下一夫和大屋健交好感到吃驚。拳願絕命淘汰賽落幕後，和公司職員送別離開乃木出版社的山下一夫。
山下健藏（／），聲優：平川大輔
山下一夫的長子，從國中開始逐漸閉門不出，生活仰賴其父山下一夫打理，然而就連山下一夫也已經3年沒見過他的臉了。事實上他是新興企業“Under Mount”的實際掌權人，由太田正彥擔任表面社長，自己在幕後規劃壯大公司，偶然間透過網路通訊接觸「蟲」組織而獲得資金贊助進行人體生物科技開發，但後來被「蟲」組織單方面解除合作關係。雇傭吳一族於淘汰賽出場，但被吳一族脅持作為人質，最終因為王馬擊敗吳雷庵而脫險，與父親和解並同意協助處理債務。《拳願omega》中已搬出家裡在外生活，意外發現「蟲」組織成員將山下一夫用來檢驗DNA的王馬頭髮包裹偷走的事實，向父親透露阪東洋平曾獲得「蟲」組織資助進行人體生物科技研究的情報，警告事態非同小可。
山下康夫（／），聲優：[[]]
山下一夫的次子，高中棄學，之後變得十分叛逆，時常與不良少年為伍。為了獲得名聲而加入不良集團“愚亂帝惡”，之後整個集團被十鬼蛇王馬以壓倒性力量毀滅，自此洗心革面，在工地兼職。《拳願omega》中開始半工半讀鐘點制學校，和父親負責招待寄住家裡的成島光我和臥王龍鬼，被父親告知王馬歸來的訊息。
山下一之進
山下一夫的祖先，外號「拳眼」的江戶時代拳願鬥技者，擁有能夠迅速洞察對手的眼力。沒落武家出身，為報答乃木英樹的祖先乃木屋英吉對家族的金錢援助，受聘成為鬥技者。後參加拳願會首屆會長資格淘汰賽，向英吉坦承自己餘命不多的事實，在決賽中死去。
乃木屋英吉
乃木英樹的祖先，江戶時期拳願會會員，與一之進交情甚篤。為了讓拳願會改頭換面，聘僱一之進成為鬥技者參加拳願會首屆會長資格淘汰賽。一之進過世後，試圖尋找山下家族的繼承人未果，臨終前向後代留下「務必尋得山下一族重謝其恩」的遺囑。
君島麻奈，聲優：[[]]
《拳願omega》登場，乃木集團董事長繼任秘書，崇拜山下一夫。對於光我的堂叔父成島丈二邀請申武龍指導作戰感到吃驚。
松田智子（／），聲優：小市眞琴
皇櫻學園集團董事長秘書。是個腐女，被桐生剎那視為有趣的對象。在剎那與「十鬼蛇二虎」絕戰敗北後，負責看護受傷的剎那。
片原鞘香（／），聲優：平田真菜
身高166公分，體重54公斤，年齡22歲→24歲→26歲。生日7月20日。片原滅堂和情婦所生之女，擅於社交，擔任拳願絕命淘汰賽的主持解說。和片原烈堂是同父異母姐弟。後來和冰室涼透過私下聯誼提供連絡方式。《拳願omega》作為拳願會的會員，協助拳願會向反會長勢力交涉，遴選與「煉獄」對抗戰的企業專屬鬥技者。
片原烈堂（／），聲優：[[]]
身高181公分，體重75公斤，年齡21歲→23歲→25歲。生日6月9日。片原滅堂的兒子兼滅堂直屬的殲滅部隊隊長，與片原鞘香是同父異母姐弟，同時是三朝的徒弟。有姊控情結，擅奏貝斯且有抽菸習慣，受三朝指導學會班卡西拉。偕同其他殲滅部隊成員解決入侵願流島的僱傭兵「黑使」，東洋電力發動政變期間，協助拳願會對抗東洋電力相關人員。拳願會大賽落幕的兩年期間舉薦三朝成為第八任「滅堂之牙」。《拳願omega》被捲入王馬和「蟲」的事件，幫助拳願會參與對抗「煉獄」的行動和調查「中」地區。
鷹山實（／），聲優：[[]]
身高207公分，體重140公斤，年齡37歲→39歲。拳願會會長片原滅堂私人護衛部隊護衛者最高戰力“三羽烏”之一，被稱為最接近“滅堂之牙”的男人，平常習慣用面罩掩蓋被加納咢創傷的嘴部縫合傷痕。曾經在王馬和加納咢發生場外衝突時，出面制伏王馬。東洋電力發動政變期間，協助拳願會對抗東洋電力相關人員，擊敗守護者之一的鬼頭軍司。在拳願絕命淘汰賽落幕後，拜訪加納咢並將自己珍藏的重型機車贈與後者。《拳願omega》繼續擔任護衛者的職責。13強對抗賽兩年後，擔任拳願會防備「蟲」組織的臨時守衛，連同多數擔任護衛的集團、選手們被申武龍擊倒。
王森正道（／），聲優：[[]]
身高206公分，體重136公斤，年齡43歲→45歲。拳願會會長片原滅堂私人護衛部隊護衛者最高戰力“三羽烏”之一，前任“滅堂之牙”(第四代)。東洋電力發動政變期間，協助拳願會對抗東洋電力相關人員。拳願絕命淘汰賽第三輪賽事期間，藉著向加納咢發起挑戰，幫助後者調整作戰模式。《拳願omega》繼續擔任護衛者的職責。13強對抗賽兩年後，擔任拳願會防備「蟲」組織的臨時守衛。
皆生
身高180公分，體重71公斤，25歲。片源滅堂的私人護衛部隊護衛者中的特別小組“殲滅部隊”成員，對片原韒香有好感。偕同其他殲滅部隊成員解決入侵願流島的僱傭兵「黑使」，東洋電力發動政變期間，協助拳願會對抗東洋電力相關人員。《拳願omega》繼續擔任護衛者的職責。
羽合
身高250公分，體重248公斤，31歲。片源滅堂的私人護衛部隊護衛者中的特別小組“殲滅部隊”成員，原護衛者八番隊長。偕同其他殲滅部隊成員解決入侵願流島的僱傭兵「黑使」，東洋電力發動政變期間，協助拳願會對抗東洋電力相關人員。《拳願omega》繼續擔任護衛者的職責。
淀江（よどえ）
片源滅堂的私人護衛部隊護衛者成員。在拳願絕命淘汰賽預賽結束後，因為將向片原滅堂提出疑問兼試圖攻擊的哈薩德踢落海裡，導致哈薩德的血液濺落王馬的身上而被剎那私底重傷。後來在東洋電力政變事件被擔任拳願方臥底的哈薩德公報私仇趁機擊倒。
日吉津（ひえづ）、奈喜良（なぎら）
片源滅堂的私人護衛部隊護衛者成員。
巌城（いわき）
片源滅堂的私人護衛部隊護衛者一番隊隊長兼総隊長。東洋電力發動政變期間，協助拳願會對抗東洋電力相關人員，事後帶領護衛隊隊長們為犧牲的隊員致意。《拳願omega》繼續擔任護衛者的職責。
吉岡（よしおか）
片源滅堂的私人護衛部隊護衛者二番隊隊長，家務全能，擅長料理。過去曾經是暗殺者，獲邀加入護衛者後，試圖挑戰加納咢而失去左眼。山下商事駐留願流島特設獨立旅館期間，負責招待山下一夫等人，協助王馬進行復健訓練。東洋電力發動政變期間，協助拳願會對抗東洋電力相關人員。
Ｊ
片源滅堂的私人護衛部隊護衛者三番隊隊長，擅使拐棍，鷹山實的同期，和王森交好。東洋電力發動政變期間，協助拳願會對抗東洋電力相關人員。《拳願omega》繼續擔任護衛者的職責。
船岡（ふなおか）
片源滅堂的私人護衛部隊護衛者四番隊隊長。東洋電力發動政變期間，協助拳願會對抗東洋電力相關人員。《拳願omega》繼續擔任護衛者的職責。《拳願omega》繼續擔任護衛者的職責。
氣高（けたか）
片源滅堂的私人護衛部隊護衛者五番隊隊長。為眾隊長裡最年輕的成員。和美萩野及殲滅部隊的羽合互有交情。東洋電力發動政變期間，協助拳願會對抗東洋電力相關人員。《拳願omega》繼續擔任護衛者的職責。
名和（なわ）
片源滅堂的私人護衛部隊護衛者六番隊隊長，擅用小太刀。曾被滅堂勸說加入殲滅部隊。東洋電力發動政變期間，協助拳願會對抗東洋電力相關人員。《拳願omega》繼續擔任護衛者的職責。
相生（あいおい）
片源滅堂的私人護衛部隊護衛者七番隊隊長，曾任日本聯合式橄欖球隊員。東洋電力發動政變期間，協助拳願會對抗東洋電力相關人員。《拳願omega》繼續擔任護衛者的職責。
桂見（かつらみ）
片源滅堂的私人護衛部隊護衛者八番隊隊長，為眾隊長裡最年長且擁有怪力的成員。東洋電力發動政變期間，協助拳願會對抗東洋電力相關人員。《拳願omega》繼續擔任護衛者的職責。
用瀬（もちがせ）
片源滅堂的私人護衛部隊護衛者九番隊隊長，擁有敏銳嗅覺且精於暗殺。過去曾經是試圖暗殺滅堂的殺手，獲滅堂招攬加入加入護衛者。東洋電力發動政變期間，協助拳願會對抗東洋電力相關人員。《拳願omega》繼續擔任護衛者的職責。
山王（さんのう）
片源滅堂的私人護衛部隊護衛者十番隊隊長，擅於徒手肉搏和空手道。東洋電力發動政變期間，協助拳願會對抗東洋電力相關人員。《拳願omega》繼續擔任護衛者的職責。
美萩野（みはぎの）
片源滅堂的私人護衛部隊護衛者十一番隊隊長，深受部下信賴。和氣高及殲滅部隊的羽合互有交情。東洋電力發動政變期間，協助拳願會對抗東洋電力相關人員。《拳願omega》繼續擔任護衛者的職責。
蔡、黃、梅、炎
二階堂蓮所屬的「天狼眾」成員，「天狼眾」為舊日本軍特殊部隊遷移至台灣裏社會。蔡是梅的祖父和事務處理擔當；黃是二階堂蓮的同學；梅是蔡的孫女，單戀二階堂蓮；炎則是團隊裡最不依規矩行事者。東洋電力政變事件後，全源偕同二階堂蓮投誠片原烈堂，《拳願omega》中全員連同二階堂蓮被編至護衛者的「天狼隊」。
十鬼蛇二虎（／），聲優：藤原啟治
二虎流的創立人，十鬼蛇王馬的師父兼撫養者，其真實身分是卧王鹉角收養和命名為「十鬼蛇二虎」、成為菁英弟子的七人之一，代號「四」。數年前卧王鹉角在餓鬼原樹海帶著七名「十鬼蛇二虎」在當地修行，但由於代號「五」、「六」被「蟲」組織策反殺害其他「十鬼蛇二虎」，最終和叛逃的代號「六」成為餓鬼原樹海慘劇事件倖存的弟子之一。樹海事件十年後為了尋找師父展開旅途期間，偶然發現卧王鹉角的遺書，以此契機初遇黑木玄齋並向他求助。擔任黑道組織「恥不知組」組長土師沙羅士的保鑣期間，偶遇被「恥不知組」保鑣安藤二郎重傷的王馬為其解危後，辭去保鑣職位收留王馬為徒。由於被桐生剎那認定為妨礙王馬的人物，遭桐生剎那設局，為了制止處於「預借（憑神）」暴走狀態的王馬而身受重傷，最終在和平良嚴山的決鬥中戰敗死去，精神意識經常出現在王馬身邊給予啟示。
「另一個十鬼蛇二虎」
卧王鹉角收養和命名為「十鬼蛇二虎」、成為菁英弟子的七人之一，代號「六」，偕同當時的「五」被「蟲」組織策反，殺害其他「十鬼蛇二虎」，和代號「四」成為餓鬼原樹海慘劇事件倖存的弟子之一。曾任桐生剎那、加納咢、呂天的師父。意圖利用剎那而傳授後者二虎流，亦是當年將「預借（憑神）」打進王馬身體裡的關鍵人物，後來放棄原本的二虎流，開始提升「無形」的戰術和接觸吳氏族的征西派，聘請愛德華·吳傳授吳族秘技「解放」給精通「無形」的徒弟們，更為篩選人選親自主持「蟲毒試煉」讓門徒們相互對決，導致多數門徒死亡，令倖存的加納咢和呂天受此影響產生了「獸」的精神。其後加納咢則經由片原滅堂協助恢復理性。嗜好是品嚐包含高級紅酒在內的酒類，但在品酒時被人打擾會很生氣。
《拳願omega》中現身於拳願會和「煉獄」對抗賽的活動場地，重傷保全人員和穆特巴。「煉獄」和拳願會對抗賽落幕兩年後，繼續和征西派、「蟲」組織維持合作關係，在包場餐廳品酒時被桐生剎那、阿古谷清秋襲擊，因輕視桐生剎那而狼狽險勝。
平良嚴山，聲優：[[]]
狐影流武鬥家，黑木玄齋的友人兼桐生剎那的第二個師父。後來被桐生剎那設計，和十鬼蛇二虎決鬥並戰勝對方，最終敗於桐生剎那。
本山螢（もとやま ほたる）
「Under Mount」社長秘書，今井小宇宙的高中同學，擁有哈佛大學學歷。少數知曉「Under Mount」另有實際掌權人內情的人員，為作者前作《求道之拳》中知名空手道家「空手道貴族」本山仁的妹妹，在番外篇和心美、英初、冰室、金田組織私人聯誼會。
阿久.富士夫（清道夫）
冷酷的暴力武器，百人會僱用的殺手，流派為我流。被速水勝正雇用偕同二階堂蓮、尤里烏斯、目黑正道等五人在願流號上搶奪鬥技者的位子，於願流號上對上今井小宇宙後被擊敗。
艾蓮娜.羅賓遜，聲優：日高里菜
茂吉.羅賓遜的異母妹妹。個性純粹，受異性歡迎，私底和吳迦樓羅等人交好。大賽落幕後與冰室涼交換聯絡方式，在茂吉.羅賓遜歸國期間協助復健。《拳願omega》中出席觀看拳願會和「煉獄」的競賽。
吉澤心美（／），聲優：前川涼子
帝都大學秘書兼護士。英初的助手兼學生。時常在英初要誆騙他人簽署同意解剖契約書時負責出面制止，對英初的瘋狂舉止感到頭痛。在拳願大賽期間偕同英初治療傷患。私底和吳迦樓羅等人交好。《拳願omega》中和英初擔任拳願會和「煉獄」對抗賽期間的隨隊醫護人員。13強對抗賽兩年後繼續輔助英初。
秋山櫻（／），聲優：[[]]
禍谷園社長秘書，秋山楓的姊姊。路癡。
龍王山堅
橫綱，三兄弟長男兼鬼王山的兄長。東洋電力政變期間隱瞞相撲協會，帶領相撲力士集團協助拳願會對抗東洋電力相關人員。
虎王山忍
橫綱，三兄弟次男兼鬼王山的兄長，已婚且育有一子。東洋電力政變期間隱瞞相撲協會，帶領相撲力士集團協助拳願會對抗東洋電力相關人員。事件落幕邀請金田末吉前往自家相撲屋作客。
荒地簡
已過顛峰期的F1賽車手，與妻子育有一女。受速水勝正指示進行將全身綑綁鎖鍊的尤里烏斯拖行實驗，最終被尤里烏斯徒手破壞鎖鏈，車輛爆破而死。
藏地驅吾（／），聲優：吉田真澄
身高184公分，體重110公斤，年齡46→48歲。作者前作《求道之拳》的登場角色。訓練關林純的大前輩，也是教導他摔角手信念的人。
今井流星（／），聲優：[[]]
身高188公分。今井小宇宙的親弟弟，小一歲，名校籃球隊。被小宇宙評為學習和家務勝過於他。和父母知曉小宇宙接觸格鬥界的事情。曾經在入學沒多久腳部骨折，獲得英初治療，閱報獲知哈薩德隱居日本的消息。
暮石光世（／），聲優：近藤隆
身高175公分，體重69公斤，年齡32歲→34歲→36歲。生日12月11日。作者前作《求道之拳》的重要角色，擁有「白色希望」的稱號且持有多種證書的綜合格鬥家，今井小宇宙的師父兼西品治明的前輩。平常個性爽朗友善且關照後輩，一旦進入戰鬥狀態便會熱衷於破壞對手的關節。過去在小宇宙得罪黑道時出面解危兼收其為徒，拒絕成為鬥技者，反而向西品治明推薦小宇宙，與藏地驅吾和成島丈二關係不錯。作者另一漫畫《流汗吧！健身少女》中表明經營暮石整骨院，同時是《一勝千金》主要角色天馬希望的前輩。《拳願omega》中協助成島光我進行訓練，與丈二聯手重創「蟲」組織的夏忌。後來和部分「煉獄」和「拳願會」的鬥技者協助王馬進行對戰訓練。
拉爾瑪十三世（／ Rama XIII），聲優：岸尾大輔
身高177公分，體重71公斤，年齡20歲→22歲→24歲。生日4月16日。泰國財政界實際掌權的王者，加奧朗真正的主人，極度重視和信賴加奧朗，將其視為「自己的懷刀」和兄弟，同時和哈薩德、薩柏因互有交情。擅長名為「Krabi–krabong （页面存档备份，存于）」的泰國劍術。對於庶民生活不甚理解。從父親拉爾瑪十二世繼承王位，在拳願大賽期間同意讓飯田借用加奧朗出賽，被捲入東洋電力政變事件，事後和哈薩德相認。《拳願omega》中出席觀看拳願會和煉獄的對抗賽，在拳願會勝出後，表態願意向拳願會提供金援。
雅庫，聲優：山谷祥生
身高169公分，體重62公斤，年齡22歳→24歲→26歲，生日11月13日。尼泊爾廓爾喀兵成員，河野春男（哈虜）的兒時好友。和長老（聲：麥人）觀看拳願絕命淘汰賽期間，對於原本喪失初衷的春男找回自我感到欣慰。東洋電力政變期間受片原滅堂委託，帶領廓爾喀兵團協助拳願會對抗東洋電力相關人員。
鎧塚·帕帕因
薩柏因的父親，為昭和時期的緬甸籍鬥技者，在《拳願阿修羅》和《刃牙》的聯合短篇亦有登場。
鎧塚·奈溫帕因
薩柏因的兄長，曾多度代表黎明之村出戰的緬甸籍鬥技者，在生涯最後一場決鬥過後因為傷重逝世。
馬場道山寬（ばばどうざん ひろし）
前任超日本摔角社長，相中當時年少的關林純的資質，決定投資關林和委託藏地驅吾協助關林進行訓練。後被暴徒持刀刺殺身亡。
因幡丈左衛門（いなば じょうざえもん）
因幡流傳人，因幡良的祖父，外號「黑惡夢」。與片源滅堂合拍。兒子（因幡良的父親）被瓜田的父親指示暗殺西品治明的父親後重傷逝世。東洋電力政變期間受片原滅堂委託，帶領族人協助拳願會對抗東洋電力相關人員。
御雷渺（みかづち びょう）
雷心流傳人，御雷零的師父，外號「雷」。將雷心流傳授給御雷零便自行引退。東洋電力政變期間受片原滅堂委託，協助拳願會對抗東洋電力相關人員。
目黑廣樹（めぐろ ひろき）
目黑正樹的父親，生前是柔道道館「目黑道館」館長，外號「鬼之目黑」。20年前連同三名門徒（石田爆也、棟光東幕、鈴本健治）被當時13歲的目黑正樹殺害。
檜山健人
若櫻生命前任副社長，檜山瞬花的堂兄。六年前殺害時任正副社長（瞬花的父親和叔父），藉著輔佐繼任社長瞬花的名義擔任副社長，後試圖謀害瞬花奪產未遂，被阿古谷清秋殺害。
美音&音市
黃金娛樂集團代表倉吉理乃的秘書兼保鑣。協助理乃處理店務。
湯梨濱麻枝
岩美重工社長東鄉止的的秘書，對東鄉止輕視人命頗有微詞。
保茂田
地味高中的教師，金田末吉的高中班導師。受邀參加地味高中同學會，和昔日學生說明金田的過往。
竹丸美姬
暴走族「泡姬」二代目總長，仰慕根津正己。在拳願絕命淘汰賽落幕後，和根津訂婚，兩者於《拳願omega》正式結婚。
安德森·阿羅納
番外漫畫《Zero》第1話登場，外號「亞馬遜貴公子」的巴西拳擊手，小宇宙當時的偶像。被西品治明安排陪同當時就讀高中的小宇宙進行實戰練習，體認小宇宙的實力後於翌日宣布退出格鬥界。
古海三平
番外漫畫《Zero》第2話登場，時任古海製藥社長兼古海平八的伯父。受恩於若槻武士的祖父，協助照顧若槻，引薦當時年僅7歲的若槻武士和古海平八會面，數年後將社長職位交接給古海平八。
卡茲藤田
番外漫畫《Zero》第3話登場，擁有15年資歷的日本摔跤手。因為嫌棄日本格鬥界的收入微薄，向拉爾瑪十三世毛遂自薦欲擔任其護衛，挑戰加奧朗反被擊敗。
基巴
番外漫畫《Zero》第4話登場，哈薩德的弟弟兼該國家的王位第二繼承者，與兄長同樣精通名為「砂漠掌」的沙漠地區特有格鬥技。因為反對哈薩德出國參與拳願大賽，試圖阻止不成反被哈薩德震懾敗北，體認自己被傳統束縛和視野狹隘，還有國家面臨的問題，在哈薩德出國期間偕同其他手足代替兄長治理國家。
白井龍
番外漫畫《Zero》登場，太平洋戰爭後的關東黑市頭目兼關東白井組組長，片原滅堂年輕時期的雇主兼時任拳願會會員。相中滅堂的長才，委任後者協助管理黑市，後由於發生黑道若頭木林太郎雇用吳惠利央襲擊滅堂奪取拳願會會員證的事件，放逐木林兼向惠利央請求放過滅堂，將拳願會會員證授與滅堂。
臥王 鵡角（／），聲優：[[]]
身高:203公分，體重:154公斤，年齡:100歲。古流柔術「臥王流」的最後繼承者，被臥王龍鬼稱作「爺爺」，格鬥模式以偷襲為主，但本人稱「臥王流」流派實為自己編造。本名「龍秀」，是「聯繫者」手下的「龍之一族」的最後倖存者，15歲時目睹祖父龍毅和其餘族人戰士死於前任「申武龍」之手而立志復仇，暗地煽動「我王」背叛前任「申武龍」，見識前任「申武龍」殲滅「我王」組織的經過。曾經抱持著統一非法地帶「中」地區的野心，為實現自己的願景而招收當地具備武術天賦的孤兒們，將他們命名為「十鬼蛇二虎」兼傳授武藝，但後來在餓鬼原樹海指導徒弟修行的過程中，被遭「蟲」策反的弟子代號「五」和代號「六」（即「另一個十鬼蛇二虎」）殺害過半的弟子，僅剩代號「四」（王馬的師父）和代號「六」倖存，本人則至此行蹤不明。曾向臥王龍鬼約定要除去「蟲」的存在。
《拳願omega》中再次登場時已滿100歲，隱居在「中」地區的廢棄寺廟，王馬夥同部份拳願會格鬥成員踏入領地期間，指導光我進行訓練，道出龍鬼其實是複製人與利用他的真相。在王馬和拳願會格鬥成員離開不久，遭遇準備除掉他而找上門的現任「聯繫者」申武龍，使盡全力和運用寺廟機關，仍未能抵禦刻意壓制實力的申武龍，最終申武龍重傷並反持武士刀將鵡角的身軀劈裂而死。申武龍評價他「邪門歪道的傢伙」。過身後遺留「龍之一族」的「龍家絕技」則由龍鬼繼承。
龍毅
《拳願omega》回憶片段登場，「聯繫者」手下的「龍之一族」的首領，臥王鵡角（龍秀）的祖父。過去與前任「申武龍」是朋友，因為反對前任「申武龍」運用「蟲」組織鑽研人體複製技術，為導正前任「申武龍」與之對決敗北戰死。
下地和文
漫畫第228話回憶登場，怪腕流前任當主，黑木玄齋的師父兼臥王鵡角的舊友。在臥王鵡角失蹤後，為了改良臥王流而將不適合現代的部分捨棄，補充新的技術（即二虎流）加以統籌，向黑木玄齋轉述臥王流和二虎流的關聯。在餓鬼原樹海事件十年後逝世。
成島丈二（／），聲優：[[]]
身高184公分，體重96公斤，年齡34歲→36歲。作者前作《求道之拳》的登場角色，暮石和藏地的熟交。在本作裡為空手道館「六真會館」館主兼《拳願omega》主角成島光我的堂叔父，若槻武士的同期，被暮石稱為「六真會館三強之一」。個性灑脫淡定，仍不失原則。年輕時期是空手道題材漫畫的粉絲，某日入山期間遭熊襲擊導致左眼視力受損，此後左眼眶殘留傷疤，但左眼意外獲得視野更加寬廣的作用，是本系列作少數被王馬評價為棘手的過招對象之一。為追求純粹的空手道而拒絕參加比賽，立定「會館門生不得接觸裏格鬥界」的門規，將參與裏格鬥界界賽的若槻逐出門下，因為光我毆傷道館的支部長等人而將相關人士全數開除。《拳願omega》中協助成島光我進行訓練，與暮石聯手重創「蟲」組織的夏忌。兩年後在拳願會餓鬼盃誤打誤撞和觀賽的申武龍成為投契之交，後來對申武龍與「蟲」有關聯且和拳願會為敵感到震驚，為了讓光我理解對抗申武龍的方式，提出「不得除掉申武龍」的條件邀請申武龍指導光我作戰。後來和部分「煉獄」和「拳願會」的鬥技者協助王馬進行對戰訓練。
青賢二
《拳願omega》中登場，空手道館「六真會館」館主，知曉若槻武士和成島光我被逐出「六真會館」的事情。
山本小石
外號「鬼軍曹」，裁判資歷21年的拳願會比賽裁判。
田城猛者士
曾任歌手和喜劇演員，裁判資歷8年的拳願會比賽裁判。判罰標準嚴格，私底和鬥技者交好。
安娜·帕烏拉
巴西出身，裁判資歷2年的拳願會比賽女性裁判。日本留學時期被拳願會發掘而成為裁判，兼任外籍鬥技者翻譯和拳願會與巴西格鬥界溝通者。《拳願omega》帶領一夫、串田凜在巴西拜訪席巴流柔術宗家里卡多·席巴，請後者派遣競技者加入拳願會。
獵豹服部
裁判資歷17年的拳願會比賽裁判。曾任摔角手參加拳願會比賽，後因為傷勢轉任裁判兼裁判培訓，擁有看穿鬥技者實力的能力。
淺利孝介
《拳願omega》中登場，成島光我的朋友兼大學生，精通網路情報技術。受光我委託在暗網搜尋拳願比賽的資料期間，出示王馬的影像，導致光我決定加入拳願會的競賽。拳願會和煉獄13強對抗賽落幕兩年後，已從大學退學，成為新興企業（光我稱「暗地做黑的」）社長。
菅原豐
《拳願omega》中登場，拳願會鬥技者錄用部門，負責見證鬥技者錄用考試和說明考試規則。後被偽裝成樫尾亨的「蟲」組織的間諜殺害。
樫尾亨
《拳願omega》中登場，拳願會鬥技者錄用部門，負責見證鬥技者錄用考試說明考試規則。後被「蟲」組織的間諜殺害和冒用身份。
提迪·奈魯迪爾
《拳願omega》中登場，法國表格鬥界翹楚，柔道超100KG級世界王者，在格鬥界人脈甚廣。加奧朗的熟交。在串田凜代表拳願會號召對抗「煉獄」鬥技者期間，以身為法國格鬥界門面為由拒絕參加裏格鬥界競賽，但同意協助聯絡其餘鬥技者，得知嵐山十郎太加入「煉獄」的消息感到震驚。
基洛姆·雷·班納（キロム・レ・バンナ）
《拳願omega》登場的法國踢擊界台柱，提迪·奈魯迪爾的朋友兼真正的尼可拉的兄長，在財政界擁有人脈。已和弟弟斷絕聯繫多年，對於弟弟被軍中同僚尚·盧克殺害一事不知情。後於會晤提迪和串田凜期間，說明尼可拉的過去，透過串田凜的指認察覺異狀。
寺本春六（てらもと はるろく）
《拳願omega》中登場，擅長各類文學的作家，德尾德道的老師。給予德尾德道寫作和處事方面的成功三要素啟示，提醒不可依賴文學與適時和書本保持距離。
速水勝次郎
《拳願omega》中登場，原東洋電力社長速水勝正的弟弟，為人務實且處事手段柔軟。在速水勝正被速水正樹殺害後，成為繼任東洋電力社長。

## 「煉獄」相關角色
《拳願omega》登場的地下格鬥界大型組織，初期和拳願會對立，在13強對抗賽後建立合作關係，拳願會和煉獄之間也會有選手互相移籍。
豐田 出光（とよだ いでみつ）
身高202cm，體重132kg，49歳→51歲。「煉獄」主辦單位兼涉足宇宙開發領域的大型資產家，被稱作「日本第一資產家」。為戰後依靠土地買賣致富的暴力集團「豐田會」創辦者之孫，年輕時放棄父親遺留的財產和地位，白手起家累積超過拳願會總資產的財產。忠於慾望，長年過著周遊世界的生活。為併吞拳願會，邀請山下一夫、乃木英樹、串田凜至自家宅邸的水族館會談，向拳願方發起雙方各派遣13名選手對決的格鬥賽。拳願會獲勝後，道出自己已知曉「蟲」組織在「煉獄」派人臥底，而且自己有意藉此機會除掉「蟲」組織的人員，和現任拳願會長乃木英樹立定拳願會和「煉獄」的合作契約。另創裏格鬥團體「餓狼」。
是作者另一部作品《流汗吧！健身少女》登場角色：戰國武將幽靈豐田忠勝的一族末裔。
渋谷 玲（しぶや れい）
出光的側近。
椎名有莎（しいな） ありさ）
身高168cm，體重56kg，25歳→27歲。擔任「煉獄」和「拳願會」對抗賽的女性主審裁判兼主持人。為作者另一漫畫《流汗吧！健身少女》中暴走族「泡姬」三代木總長椎名花戀的表姐。「煉獄」和「拳願會」對抗賽落幕後，移籍為拳願會女性主審裁判。
橋本穗香、瓊·迦美隆、永瀨祭
擔任「煉獄」和「拳願會」對抗賽的女性副審團，負責在賽事出現爭議時，協助主審整合出最終判決決議。
穗瀨神崎
身高178cm，體重115kg，27歲→29歲。精通摔角的「煉獄」A級鬥士，為墨西哥摔角選手之子，和關林淳互有往來，有意邀請成島光我加入「煉獄」。後來和弓浜光交戰重傷敗北，導致關林淳和河野春男為維持日本摔角運作被迫推辭參加「煉獄」和「拳願會」的對抗賽，對弓浜光懷有敵意。13強對抗賽兩年後，相當在意拳願會和煉獄開始合作後的變革。
幽崎無門
外號「幽靈（Ghost）」的「煉獄」原A級鬥士，精通蛇形拳和「預讀」。曾和德尾德道交手敗北，後來冒用幽崎身分的「蟲」組織成員亦被殺害，導致拳願會為此召開緊急會議商討對策。
卡洛斯·梅戴爾（カーロス・メデル）
身高175cm，體重53kg，43歲→45歲。擁有『黄金帝』、「阿卡普科的伊達男」外號，精通拳擊和卡波耶拉的「煉獄」闘士。14年前是巴西知名拳擊手，但在之後因為被其他團體避而遠之和經紀人的影響失去表現機會，轉向加入裏格鬥界。在「煉獄」和「拳願會」的對抗賽首回合作為先鋒對抗加奧朗，在幾番纏鬥後刻意誘導後者的攻勢，被加奧朗以「神之御光」擊倒、雙雙飛出場外同時，令加奧朗因為手臂先著地被「煉獄」主辦方宣判敗北，從而獲得險勝，引起拳願方的不平。第九回合尼可拉和阿古谷對峙期間，因為警覺現身制止兩者的羅倫·多納爾的危險性，偕同理人離開醫務室出面制止羅倫、尼可拉和阿古谷的爭執。「煉獄」和「拳願會」落幕後的兩年期間，與成島光我在競賽中交戰獲勝，指導光我進行訓練。將自身體格從羽量級提升為輕量級，擔任戰鬼杯講解嘉賓。
隼（はやぶさ）/亞伯特·李（アルバート・リー）
身高183cm，體重88kg。年齢29歳→31歲。「煉獄」的A級鬥士兼諜報工作人員，原中國地下格鬥團體「英雄故事」中量級冠軍，穆特巴過去執行任務的同事，通稱『羅亡（ラボウ）』。說話帶有日本時代劇風格，精通「隼式忍法」。原本是新加坡貿易資產家5個孩子的第3人，兒少時期曾修習太極拳，成年後兼任魔術師和破壞者期間偶然觀看了日本的忍者電影，受其影響開始精修忍術，足部姆指指甲亦因長期鍛鍊擁有鋒利的破壞力和毒性。在「煉獄」和「拳願會」的對抗賽第二回合對抗理人，雙方對峙後數度踢中理人的身軀，致其負傷中毒昏厥而獲勝，但自己亦身負重傷。私底會晤黑木玄齋期間表達敬意，主動請求過招，被黑木以手刀擊倒。事後因為擅認黑木為忍者兼師父而引來理人的不滿。《拳願omega》13強對抗賽兩年後，為戰鬼杯的參賽者之一。
托亞·謬德（トア・ムドー）
身高208cm，體重214kg。年齢45歳→47歲。參與「煉獄」和「拳願會」對抗賽的毛利族煉獄鬥士，原中國地下格鬥團體「英雄故事」無差別量級冠軍，為毛利族大戰士喬納·謬德的後裔，通稱『破壊獣』，亦有「煉獄的筋肉番長」、「紐西蘭的筋肉国宝」等稱呼。加入地下格鬥界後，不顧兄長羅納·謬德的反對，擊敗後者並將祖先的技藝運用於地下格鬥界，在「煉獄」和「拳願會」的對抗賽第三回合對抗尤里烏斯，使用奧義「山之呼吸」意圖終結賽事不成，被尤里烏斯用迴轉前臂釋放的力量擊中敗北。
弓浜光（弓ヶ浜 ヒカル / ゆみがはま ひかる）
身高201cm，體重148kg。年齢23歳→25歲→27歲。「煉獄」的A級鬥士，擅長從其他對手身上盜取奧義轉為己用。「前」片原滅堂私衛兵「護衛者」兼第六任『滅堂之牙』，和「煉獄」暗中搭上線，被高額挖角離開片原滅堂，殺害了三朝的時任部屬兼護衛者第五隊成員安長，促使加納咢和三朝加入「拳願會」和「煉獄」討伐弓浜。在「煉獄」和「拳願會」對抗賽的第四回合對抗三朝，但由於該回合「鬥技者必須在逐漸縮小的光圈範圍對決，五分鐘內離開光圈範圍者敗北」的規則，反讓擅長在狹窄地區作戰的三朝得以發揮，最終被三朝重創導致顏面凹陷後倒地，被裁判判定無法繼續作戰而敗北。後來遭受黑社會追緝離開「煉獄」，藏身光我的居住縣市，被光我揪出其行蹤，敗給「二虎流」技巧更加精進的光我。
奈丹・蒙赫巴特（ナイダン・ムンフバト）
詳見「蟲」相關角色。
呂天（ルゥー ティエン）
詳見「蟲」相關角色。
吳阿蘭（アラン・呉 / アラン・ウー）
詳見吳氏族相關#征西派。
嵐山十郎太（あらしやま じゅうろうた）
身高202cm，體重134kg。40歲→42歲。外號「柔王」的「煉獄」A級鬥士兼柔道家。年少時曾經是日本柔道錦標賽超100kg級冠軍，視目黑正樹為宿敵，得知目黑正樹犯下殺害道館成員的罪行後，為了鍛鍊自己不再出席公開賽，直至加入「煉獄」。在「煉獄」和「拳願會」對抗賽的第八回合對抗速水正樹，因堅持不殺並在不讓對手出界的狀態僅以柔道應戰，被速水正樹以「一本背負投」投擲敗北。
特技為「揮舞」，僅憑指尖觸碰衣物、皮膚便能將施展投技將人摔出，對人體重心的把握已然超越二虎流「操流」，另也擁有不靠技巧破解三角鎖的蠻力。與速水對決後變更戰法，13強對抗賽兩年後，移籍至拳願會，融入打擊與踢技並在其中穿插「揮舞」，最後以袖車絞險勝加納咢。在「真王者淘汰賽」第一回合淘汰賽敗於加奧朗。
尼可拉·雷·班納（ニコラ・レ・バンナ）/ 尚·盧克（シャン·ルク）
身高182cm，體重80kg，29歲→31歲。外號「巴黎的死神」、「死神之蜂」的「煉獄」A級鬥士。其真實身分是尚·盧克，為真正的尼可拉的軍中同僚兼仿冒者。真正的尼可拉本人過去是特殊部隊的軍人，因為參與平民大屠殺和殺死特殊部隊同僚被當成戰犯，後來得知真相的尚·盧克殺死了尼可拉，冒用其身分並改變容貌，以擊劍為基礎融合法式踢擊和空手道，自創武術「殺破手（さはでぃ）」，但由於無法接受殺害尼可拉的事實，造成自己和尼可拉的人格混合。奈丹和呂天作為「蟲」組織人員的身份曝光後，被拳願會方代表山下一夫告知「蟲」組織埋伏在「煉獄」的事情。在「煉獄」和「拳願會」對抗賽的第九回合對抗阿古谷清秋，一度將後者逼至絕境，被阿古谷咬傷右肩並趁機使用「正義執行」反擊，最終在阿古谷失去理智、尼可拉起殺心的情況，被出面制止的羅倫·多納爾將雙方重傷，該場對決以決鬥無效、尼可拉和阿古谷在對抗賽結束前被判處拘束作收。賽後因為出現精神分裂的情況，被準備暗殺他的赫認出不是真正的尼可拉而逃過一劫。
劉東城（リウ ドォンチャン）
身高172cm，體重69kg，28歲→30歲。外號「『三鬼拳「大蛇」』」的「煉獄」A級鬥士，奈丹的友人。擅奏二胡。學習的八種武術中，尤其精通陽氏鋼拳、洪家八卦掌等共五種武術。父親是台灣武術界重鎮人物的拳法家劉西成，母親家族親戚是中國武術界名人，但因為不願被捲入武術界的政治鬥爭，少年時期便自願加入裏格鬥界和父親斷聯，加入「煉獄」後與羅倫交手敗北。對重創奈丹致死的龍鬼懷有恨意。在「煉獄」和「拳願會」對抗賽的第十回合對抗德尾德道期間，為了掙脫對手的關節固定技導致右手重傷，施展化勁踢擊將德尾德道擊飛場外獲勝，以不願再戰為由拒絕對方日後再戰的邀約，雙方正式建立交情。。「煉獄」和「拳願會」落幕後的兩年期間，指導光我進行訓練。
在附錄番外漫畫表明是住在金田末吉隔壁的鄰居，和奈丹、尼可拉（尚·盧克）、飛·王芳為麻將的牌友。
赫（てらし）
身高204cm，體重97kg。外號「無聲的惡夢」的「煉獄」鬥士，其實是受聘暗殺尼可拉且專精武器的暗殺者，有著真實容貌曝光就會整形成不同面孔的習慣。為了執行暗殺任務而透過英初協助進行下視丘和整容手術，藉此提高自身振動能力和獲得迅速反應動態視覺的「帝王眼」，同時為減少「帝王眼」帶來的負荷與掩飾身份，習慣配戴面具限制視線範圍。被豐田相中實力從「毘沙門」格鬥團體轉移至「煉獄」。奈丹和呂天作為「蟲」組織人員的身份曝光後，被拳願會方代表山下一夫告知「蟲」組織埋伏在「煉獄」的事情。在「煉獄」和「拳願會」對抗賽的第十一回合對抗大久保直也期間，被大久保擊破面具以拳擊重創，遭對方以擒抱壓至地面敗北。事後和大久保建立交情，伺機前往醫務室暗殺尼可拉，認出眼前的尼可拉其實是尚·盧克而收手離去。
13強對抗賽兩年後，受雇主聘雇協助拳願會防範「蟲」組織，是少數能察覺申武龍動態的對象，結果連同多數參與護衛的集團、選手們被申武龍瞬間擊倒。
單行本第13冊揭露設計原型取材自日本演員綾野剛。
飛·王芳（フヘ·ウァンファン）
詳見「蟲」相關角色。
羅倫·多納爾（ロロン·ドネア）
身高180公分，體重84公斤，37歲。外號「馬尼拉的怪物」的「煉獄」最頂級「KING」鬥士，東南亞武術界的知名人物兼狩獵「蟲」組織的獵人，精通班卡西拉，和嵐山十郎太並列為「煉獄」頂尖的鬥技者。十幾歲時當上菲律賓軍武術教官，後轉入裏社會成為保鑣，與年輕時期的黑木玄齋過招不分高下，自「煉獄」草創時期加入迄今累積422場無敗記錄。奈丹和呂天作為「蟲」組織人員的身份曝光後，被拳願會方代表山下一夫告知「蟲」組織埋伏在「煉獄」的事情，但亦警告山下一夫拳願會參賽隊伍可能也有「蟲」組織的成員存在。在「煉獄」和「拳願會」對抗賽的第九回合，現身重傷失去理智的阿古谷和起殺心的尼可拉，及時被梅戴爾、理人、王馬介入制止。在「煉獄」和「拳願會」對抗賽的最終回合對抗十鬼蛇王馬，最終被王馬擊敗倒地超過10秒敗北。
「煉獄」和「拳願會」對抗賽兩年後，與加納協助成島光我進行訓練。曾被日本政要委託，同黑木玄齋、加納咢襲擊「蟲」組織領導者和「聯繫者」申武龍。「真王者淘汰賽」參賽者之一，勝過「殺戮武鬥會」的羅門，但在準決賽敗給加納。
單行本第14冊揭露設計原型取材自菲律賓職業拳擊手諾尼托·多納爾。

## 其他格鬥界相關角色
喜多川·賈斯汀
身高191公分，體重128公斤，25歲。外號「黑豹」的關西大阪裏格鬥界團體「UNDER GROUND-1」的年輕冠軍，流派為融合拳擊但以摔跤為主的北美系綜合格鬥，擁有能夠讓五名重量級格鬥選手乘坐身上也不會動搖的頸力。個性活潑但不喜歡美男子的日美混血兒，父親是美國人，母親是日本人，同時是大久保直也親自指導的後進，原居住紐約，16歲時搬來日本大阪居住。在「真王者淘汰賽」戰勝魁比樂。
魁比樂
身高193公分，體重119公斤。外號「賞金獵人」的中日本名古屋排行首位裏格鬥界團體「伊勢龍」代表，流派為空手道松岡流的東和派，是東和派的義禮館館長兼三大暴力團「暴勇會」會長梅屋力五郎的私生子。個性冷靜腹黑，攻擊模式以速度見長，認為美是「究極的合理性，沒有絲毫多餘的機能美，在必要時刻使用必要程度的力量」。接受父親的委託執行暗殺羅門悠光的任務，在「真王者淘汰賽」刻意保留實力敗給喜多川·賈斯汀，趁著羅門悠光出賽前與之交手而重傷敗北。
羅門悠光
身高192公分，體重140公斤。外號「終末的使者」裏格鬥界團體「殺戮武鬥會」特級危險人物，鄙視以武術為自己謀利之人，認為殺掉優秀的敵人才是戰場禮儀，流派為以色列近身格鬥術。曾任職自衛隊，離隊後在戰場輾轉擔任雇傭兵，由於戰場經常需要緊急止血的緣故，雖討厭抽菸仍養成抽菸攝取尼古丁的習慣。在「真王者淘汰賽」出賽前無傷擊敗試圖暗殺他的魁比樂，正式比賽對抗羅倫，雖然一度和羅倫不分軒輊，但被羅倫趁隙用「不可視之肘」擊敗。
天馬希望
作者另一部作品《一勝千金》登場主要角色之一，曾在表格鬥界活躍、但因為視網膜剝離退出表格鬥界的女格鬥家，在《一勝千金》身兼女性裏格鬥界團體「女武神」創辦者兼主要負責人。在聯合番外篇在居酒屋偶遇山下一夫和立花里美，三者在酒後互吐苦水，結果在翌日酒醒後完全忘卻此事。曾經連同一華看見男扮女裝試圖搭便車的光我和淺利孝介忍不住吐槽後兩者穿著。為暮石光世在格鬥界的後輩。
伊織一華
作者另一部作品《一勝千金》登場主要角色之一，曾任警視廳暴力對策科、現任少年科的女警察，在《一勝千金》身兼女性裏格鬥界團體「女武神」創辦者兼次要負責人。在《拳願》X《流汗吧！健身少女》X《一勝千金》聯動番外篇，連同希望看見男扮女裝試圖搭便車的光我和淺利孝介忍不住吐槽後兩者穿著。
美谷花奈
作者另一部作品《一勝千金》登場主要角色之一，黑道神宮寺組現任組長，在《一勝千金》身兼女性裏格鬥界團體「女武神」創辦者兼次要負責人。在《拳願阿修羅》與《流汗吧！健身少女》、《一勝千金》三作聯動番外漫畫登場，在健身房被紗倉響拾獲手槍引起騷動，渾然不覺當時同樣在健身房鍛練的一夫。

## 「蟲」相關角色
夏厭
「蟲」組織的現任頭領，夏忌的雙胞胎弟弟兼前任頭領的次子。外型是短髮青年，個性冷靜且俱備領導者風範，喜歡釣魚，私底擅長太極拳。與申武龍關係良好，但也為申武龍我行我素的作風感到頭痛。父親逝世後，被申武龍指定成為繼任頭領。《拳願omega》於拳願會和煉獄對抗賽落幕兩年後，派遣手下帶回夏忌，指責夏忌辦事不力。偕同申武龍、申羅漢現身拳願會，說明「蟲」組織自導自演在全世界製造動亂、夥同從旗下分離的「死之商人」達成世界制衡關係的真相，提出交出臥王龍鬼和十鬼蛇王馬的條件。私底下對申武龍經常擅自行動和拳願會相關成員交流頗有微詞。
申武龍 / 「虎」
「蟲」組織的聯繫者兼實質上的頭領。是王馬、龍鬼、申羅漢的DNA源頭（複製來源）。外型是不修邊幅的重瞳中年男子，體內擁有雙重人格（雙重意識），潛藏的另一意識為「虎」，渴望運用王馬和龍鬼的身軀，將並列在自己體內的兩種精神分別傳承至他們的身軀。平常活躍的主人格「申武龍」個性隨性淡定，喜歡逛街、飲酒品嘗美食、看電影，欣賞強者且重視尊敬朋友，但鄙視行徑卑劣之人，對於想對朋友出手的人絕不寬貸；隱藏的人格「虎」個性相對激進冷酷無情且喜歡時髦。實際上自神話時期便存活迄今，曾在1300年前击败了「蟲」組織和吴氏，促成吳氏分裂，成为了「蟲」組織和征西派吴的绝对统治者，反覆透過「回生」轉換至不同的身軀。進行「回生」至最近一代的現代身軀前是殲滅「龍之一族」、「臥王」的罪魁禍首，透過「蟲」組織的「回生」技術，將意識從前任申武龍的身軀，轉移至目前的軀體，運用呼吸調節達成延緩老化的效果。但在追求完美轉生投入複製人研究領域的過程中，意外延伸出另一人格，從此維持主人格控制身體、裏人格監視主人格的狀態，準備將自己的意識傳承至龍鬼的身軀，安排讓裏人格據有王馬的身軀，顧及「回生」仍有缺陷，私底接洽阪東陽平和健藏研究進階的意識轉移技術。其實力連年輕時期的片原滅堂和吳惠利央也避諱三分。雖然被「蟲」組織和征西派吴所重視，但本人透露自己僅是「蟲」組織和征西派吴主導局勢的局外人，沒有親自下達任何命令且沒有任何部屬，對於抱持野心圖謀取得自己記憶的申羅漢抱持戒心。
在前任頭領逝世後，指定夏厭成為繼任頭領。《拳願omega》於拳願會和煉獄對抗賽落幕兩年後登場，與夏厭討論如何處置夏忌後，決定放過夏忌。對於擊敗夏忌的光我抱持濃厚興趣。曾經在觀看拳願會戰鬼盃競賽期間化名「成小龍」觀賽，與成島光我的堂叔父成島丈二成為朋友，和山下一夫交談甚歡並對其觀察力給予高度評價。親自前往「中」地區殺死試圖對他不利的臥王鵡角。後續劇情揭露其實力強大異常，常人已無法察覺其可怕之處。擁有看穿力的「點」並握住的技術，曾以此技憑二指捏住臥王鵡角千錘百鍊的長槍突刺（申武龍本人稱之為「邏輯」），也能抵禦黑木玄齋的「魔槍」減至手腕輕傷。尊重龍鬼的意願，同時應成島丈二與王馬的請求，教導光我、王馬作戰技巧，私底向一夫透露自己身體隱藏兩種人格（意識）的實情與想要取用王馬和龍鬼的身軀，被一夫強烈反對，提出「若能找到足以匹敵的交手對象，便同意不取用王馬和龍鬼的身軀」的交換條件，促使「煉獄」和「拳願會」聯合舉辦「真王者淘汰賽」篩選能和申武龍交手的人選。
申武龍因看不慣「蟲」對克隆人的處置手段和為杜絕「死之商人（DEATH DEALER）」，提出放過克隆人的條件，後續擊敗竊取「武」的記憶的申羅漢並下令摧毀「死之商人（DEATH DEALER）」的高危險武器庫藏。
夏忌
身高199公分，體重87公斤。「蟲」組織的極東分部長，夏厭的雙胞胎兄長兼前任頭領的長子。過去為了自身權力地位，密謀暗殺了父親，但由於申武龍指定夏厭成為繼任頭領導致計劃失敗。在東洋電力政變事件後殺害了蘭城，同時是暗地寄送王馬的複製心臟，委託英初治療王馬的關鍵人物。
《拳願omega》中趁著山下一夫取用十鬼蛇王馬的頭髮化驗期間，暗地調包山下一夫手裏的包裹兼盜走王馬的頭髮，但被山下健藏透過監視器錄下面容。率領「蟲」組織成員襲擊山下一夫和成島光我，被忽然現身的王馬和吳雷庵等人介入以失敗告終，預先在逃走前投毒殺害人質們，拳願會和煉獄對抗賽落幕後，被暮石光世和成島丈二圍毆後逃走，成為拳願會追蹤觀察的對象。
對抗賽兩年後流落街頭，被夏厭要求解決拳願會相關成員，試圖在街上襲擊山下一夫未遂，被冰室涼和因幡良擊退後試圖逃走，反落入拳願會的圈套，在王馬的安排下與光我展開對決敗北。
蘭城
埋伏在速水正樹私人部隊「守護者」的「蟲」組織成員，「另一個十鬼蛇二虎」的弟子，和王馬同樣能使用「預借（憑神）」。在東洋電力發動政變期間，重傷河野春男，告知山下一夫有關十鬼蛇王馬被當成「虎之器」的消息，但隨即被甦醒的王馬擊敗。事後被潛入願流島的夏忌殺害。
龍盿
埋伏在速水正樹私人部隊「守護者」的重組織成員，「另一個十鬼蛇二虎」的弟子，和王馬同樣能使用「預借（憑神）」。在東洋電力發動政變期間，一度對上加奧朗、亞當、今井小宇宙、金田末吉，事後通報帶走王馬的計劃失敗的消息，被潛入願流島的飛·王芳殺害。
樫尾亨（偽）
整容冒充拳願會鬥技者錄用部門人員樫尾亨的「蟲」組織成員，在成島光我進行鬥技者測驗期間，以考試見證者身份觀察拳願會，後被拳願會鬥技者錄用部門人員菅原豐識破身份，趁機殺害菅原豐。
佐家好二（偽）
整容冒充拳願會所屬企業「SENTORY」名下員工佐家好二的「蟲」組織成員，後在街上被臥王龍鬼殺害，被追蹤龍鬼的阿古谷清秋拾獲名片並查出仿冒身分。
照美觀次（偽）
整容冒充拳願會所屬企業「無士電視台」名下員工照美觀次的「蟲」組織成員，遇害後被追蹤龍鬼的阿古谷清秋查出仿冒身分。
幽綺無門（偽）
整容冒充幽綺無門的的「蟲」組織成員，遇害後被追蹤龍鬼的阿古谷清秋查出仿冒身分。
奈丹・蒙赫巴特（ナイダン・ムンフバト）
身高194cm，體重118kg。年齢26歳。「煉獄」的A級鬥士兼「蟲」組織臥底成員，劉東城的友人。外號「鄂爾多斯部之鷹」。孤兒出身，15歲時加入「蟲」組織，經由蒙古摔跤培訓習得「天空之眼」。在「煉獄」和「拳願會」對抗賽的第五回合對抗臥王龍鬼，戰中將其完全壓制，後以威脅光我生命方式刺激龍鬼令其違反「煉獄」賽規「不得殺人」，遭其擊中頸動脈大量失血，趁機傷害自己，留下「恭喜你，奧米迦，這樣就能導向未來」的遺言和警告劉東城不可相信尼可拉，期盼未來和劉東城重逢後傷重死去。事後龍鬼亦因為違反「不得殺人」的賽規被判敗北。
呂天（ルゥー ティエン）
身高203cm，體重130kg。年齢40歳。煉獄的A級鬥士兼「蟲」組織臥底成員，外號「三鬼拳「百足」」，精通五王拳、「無形」和「解放」。昔日和加納咢是「另一個十鬼蛇二虎」的門徒兼「蟲毒試煉」的倖存者，自視為「虎之器」的理想人選。在「煉獄」和「拳願會」對抗賽的第六回合對抗加納咢，因為施展「解放」失去理性，被加納咢施展「龍彈」重創敗北。對抗賽落幕兩年後，偕同其餘「蟲」組織成員在下水道偶遇臥王龍鬼、桐生剎那、阿古谷清秋，試圖偷襲龍鬼未果，轉而和阿古谷展開對決，被阿古谷重創兼用手電筒重擊頭部致死。
飛·王芳（フヘ·ウァンファン）
身高184公分，體重83公斤，26歲。外號「『三鬼拳「蝦蟆」』」的「煉獄」鬥士兼「蟲」組織臥底成員，「另一個十鬼蛇二虎」的弟子，精通壬氏太極拳和二虎流，亦涉足現代武術。四川出身，憑藉擊敗「煉獄」時任三鬼拳獲得重用。對奈丹出賽死去一事感到無奈。奈丹和呂天作為「蟲」組織人員的身份曝光後，被拳願會方代表山下一夫告知「蟲」組織埋伏在「煉獄」的事情。在「煉獄」和「拳願會」對抗賽的第十二回合對抗若槻武士，啟用融合「憑神」和「降魔」的「神魔」型態應戰，為了擊敗若槻啟用「神魔」全開型態重創對方，受副作用影響導致全身血管爆裂力竭倒地，道出龍鬼同為「蟲」組織創造的複製人、王馬作為十鬼蛇二虎繼承者「虎之器」的秘密，咒罵「另一個十鬼蛇二虎」欺瞞自己的實情後傷重死去。事後該場戰局被判定平局作收，「另一個十鬼蛇二虎」則道出飛·王芳實為二虎流技術的最終實驗品。
扇&天神
蟲組織成員，被夏厭派遣監視夏忌。後來陸續備拳願會鬥技者擊敗。
蛭子
「蟲」組織頭領直屬諜報員，組織少有的女性。在「煉獄」和「拳願會」對抗賽落幕後的兩年間，偽裝成乃木英樹的秘書君島，臥底蒐集「煉獄」和「拳願會」的情報。因為問及夏厭有關王馬和龍鬼的DNA來源，被夏厭怒命遺忘此事。
符斬
「蟲」組織重要幹部，經常輔助夏厭，也會在夏厭為申武龍的行徑頭痛時負責使其冷靜。
申羅漢
「死之商人（DEATH DEALER）」CEO，現任申武龍的複製人，偕同夏厭說明「蟲」組織自導自演在全世界製造動亂、夥同從旗下分離的「死之商人」達成世界制衡關係的真相，提出交出臥王龍鬼和十鬼蛇王馬的條件。為人能言善道，實則心機，一心想取得申武龍的記憶將其取而代之，申武龍評價他「最接近自己（申武龍），但不是我（申武龍）的對手」。由於曾經對成島丈二顯露殺意，被將丈二視為朋友的申武龍出手重傷教訓了一頓。背著組織約談王馬、龍鬼商談合作對抗申武龍的合作計劃被拒絕，轉而和「另一個十鬼蛇二虎」洽談合作計劃。後續因為試圖對一夫等人出手，為了對抗申武龍取得「武」的記憶強化自己的戰鬥能力，試圖不利被申武龍視為友人對象的行動觸及申武龍的底線，被申武龍擊潰。

## 其他角色
長谷川伸介
不良集團“愚亂帝惡”總長。集團被十鬼蛇王馬以壓倒性力量毀滅。
高橋超源
宗教團體「神之軍勢」教祖，英初的調查目標之一，以宗教名義發動恐怖襲擊。後來連同教團成員被英初殺害。作者另一部格鬥漫畫《一勝千金》中也有登場，為《一勝千金》主角本鄉姬奈曾任的養父。
永島銀司（／）
外號「狂信鬼」。異教徒團體“救世界”宗教狂熱信徒，曾殺害56名敵對宗教團體幹部與信徒等等。服刑於“曬首監獄”，服刑編號344。後來在監獄中和坂東洋平對決敗北。
高島直人
番外漫畫《Zero》第5話登場，時任God Man醫生，英初在聖God Man醫院臥底時期的調查目標。對英初的醫術遠勝於自己心有不甘。由於被高利貸所累在醫院任職。
並野優
番外漫畫《Zero》第5話登場，時任God Man護士，英初在聖God Man醫院臥底時期的調查目標。對英初出人意表的思維與行為傷透腦筋。親戚是被綁架失蹤的犯罪者。
下村正二
番外漫畫《Zero》第5話登場，時任God Man會計科主任，英初在聖God Man醫院臥底時期的調查目標。對英初在醫院的隨意行為頗有不滿，背地協助安田時任院長進行暗箱操作。由於意外發現英初正在調查隱密資料，誤認英初在查帳準備對其不利，結果被英初打倒。
安田雅宏
番外漫畫《Zero》第5話登場，時任聖God Man醫院院長，英初在聖God Man醫院臥底時期的調查目標。表面上是醫界的臟器移植權威，實則用醫院的名義掩蓋私營的臟器工廠，綁架犯罪者兼奪取臟器，進行培養臟器的實驗。被英初揭發犯人身分後，連同被綁架的犯罪者皆遭到殺害。
榮榮
漫畫第225話黑木玄齋回憶中登場，白薔薇山大山寺的住持，105歲。曾讓黑木借用寺院作為「煉獄行」的修行場地。在《流汗吧！健身少女》也有登場。
大榮&北榮
漫畫第225話黑木玄齋回憶中登場，白薔薇山大山寺的僧侶，榮榮的弟子。在《流汗吧！健身少女》也有登場。
谷川院長
《拳願omega》登場的谷川綜合醫院院長，六真空手道會館的弟子。在成島光我逃出醫院並破壞病房設施後，向成島丈二通報光我逃院的消息。
喬治·桑德斯
《拳願omega》13強對抗賽兩年後登場，美國陸軍上校，受命調查處理「蟲」組織在自由女神像塗鴉的事件，認定事態已進入戰爭狀態須嚴加處理。
沃特·考克斯
《拳願omega》13強對抗賽兩年後登場，與喬治·桑德斯調查「蟲」組織在自由女神像塗鴉的事件，認定必須將「蟲」組織趕盡殺絕。
綾部高雄
《拳願omega》13強對抗賽兩年後登場，珍民黨總裁（內閣總理大臣），出席拳願會主持組成對抗「蟲」組織的盟軍會議，加入對抗「蟲」組織的陣營。
小野澤一期
《拳願omega》13強對抗賽兩年後登場，民主人權黨黨首，出席拳願會主持組成對抗「蟲」組織的盟軍會議，加入對抗「蟲」組織的陣營。
布田直行
《拳願omega》13強對抗賽兩年後登場，共產社會黨代表，出席拳願會主持組成對抗「蟲」組織的盟軍會議，加入對抗「蟲」組織的陣營。
北浜金之助
《拳願omega》13強對抗賽兩年後登場，大政義勇會會長，出席拳願會主持組成對抗「蟲」組織的盟軍會議，加入對抗「蟲」組織的陣營。
柳坤
《拳願omega》13強對抗賽兩年後登場，中華黑手黨「青華會」第三代，出席拳願會主持組成對抗「蟲」組織的盟軍會議，加入對抗「蟲」組織的陣營。
李昭信
《拳願omega》13強對抗賽兩年後登場，指定暴力團「仁和組」少主，出席拳願會主持組成對抗「蟲」組織的盟軍會議，加入對抗「蟲」組織的陣營，組織和同為日本三大暴力團之一的「暴勇會」處於緊張局勢。作者另一部格鬥漫畫《一勝千金》中也有登場。
「父親」
《拳願omega》13強對抗賽兩年後登場，非裔黑幫的話事主，本名不詳。出席拳願會主持組成對抗「蟲」組織的盟軍會議，加入對抗「蟲」組織的陣營。
艾斯可盧比歐
《拳願omega》13強對抗賽兩年後登場，巴西裔黑幫「盧塔」頭領，本名不詳。出席拳願會主持組成對抗「蟲」組織的盟軍會議，加入對抗「蟲」組織的陣營。
托尼·雷斯
《拳願omega》13強對抗賽兩年後登場，菲律賓裔黑手黨「UNDERGROUND」首領，與越南裔黑幫互有商業往來。出席拳願會主持組成對抗「蟲」組織的盟軍會議，加入對抗「蟲」組織的陣營。
大竹友松
《拳願omega》13強對抗賽兩年後登場，宗教團體「天命所歸」宣傳部長。出席拳願會主持組成對抗「蟲」組織的盟軍會議，加入對抗「蟲」組織的陣營。
諏訪智博
《拳願omega》13強對抗賽兩年後登場，鮮血革命軍代表。出席拳願會主持組成對抗「蟲」組織的盟軍會議，加入對抗「蟲」組織的陣營。
奧野時政
《拳願omega》13強對抗賽兩年後登場，半暴力集團「憂國聯盟」領袖。出席拳願會主持組成對抗「蟲」組織的盟軍會議，加入對抗「蟲」組織的陣營。
謝爾蓋·普希金
《拳願omega》13強對抗賽兩年後登場，俄羅斯裔黑手黨「莫斯科之血」首領。出席拳願會主持組成對抗「蟲」組織的盟軍會議，加入對抗「蟲」組織的陣營。
紗倉響（／ Sakura Hibiki），聲：、奏流院朱美（／ Sōryūin Akemi），聲：、上原彩也香（／ Uehara Ayaka），聲：、吉娜·波特（ Jīna Boido），聲：
作者的著作《流汗吧！健身少女》主角群兼皇櫻女學院學生，在本作聯動番外漫畫及作者另一部漫畫《一勝千金》聯動漫畫皆有登場。紗倉響曾經和王馬舉辦大胃王比賽，最終由於王馬啟動「預借」和食材耗盡，以王馬險勝該賽局做結。
梅屋力五郎
三大暴力團「暴勇會」會長梅屋力五郎，魁比樂的父親。對「仁和組」抱持不滿且試圖侵略對方陣營，指派魁比樂暗殺「仁和組」轄下格鬥團體「殺戮武鬥會」選手羅門悠光，意圖挑起爭端。
立花里美
作者的《流汗吧！健身少女》系列登場角色之一，皇櫻女學院主角群的學校教師，對自己喜歡高尺度cosplay被某位學生知曉、擔心個性興趣曝光被同校教師知道感到不安。在聯合番外篇和山下一夫在居酒屋偶遇剛離開表格鬥界的天馬希望，三者在酒後互吐苦水，結果在翌日酒醒後完全忘卻此事。